# Rivière-du-Loup
Pour les articles homonymes, voir Rivière du Loup.
Rivière-du-Loup est une ville canadienne du Québec, chef-lieu de la MRC de Rivière-du-Loup, dans la région du Bas-Saint-Laurent.
La ville de Rivière-du-Loup, telle qu'elle est connue aujourd'hui, est créée le 30 décembre 1998 à partir de la fusion entre la ville de Rivière-du-Loup et la municipalité de la paroisse de Saint-Patrice-de-la-Rivière-du-Loup. Entre les années 1845 et 1919, la ville de Rivière-du-Loup était connue sous le nom de Fraserville. D'une population de 20 667 habitants (28 902 dans son aire urbaine), c'est la deuxième plus grande ville du Bas-Saint-Laurent et elle est un centre régional important grâce à son palais de justice, à son centre hospitalier régional, à son centre local de services communautaires (CLSC) et à son Collège d'Enseignement Général et Professionnel.

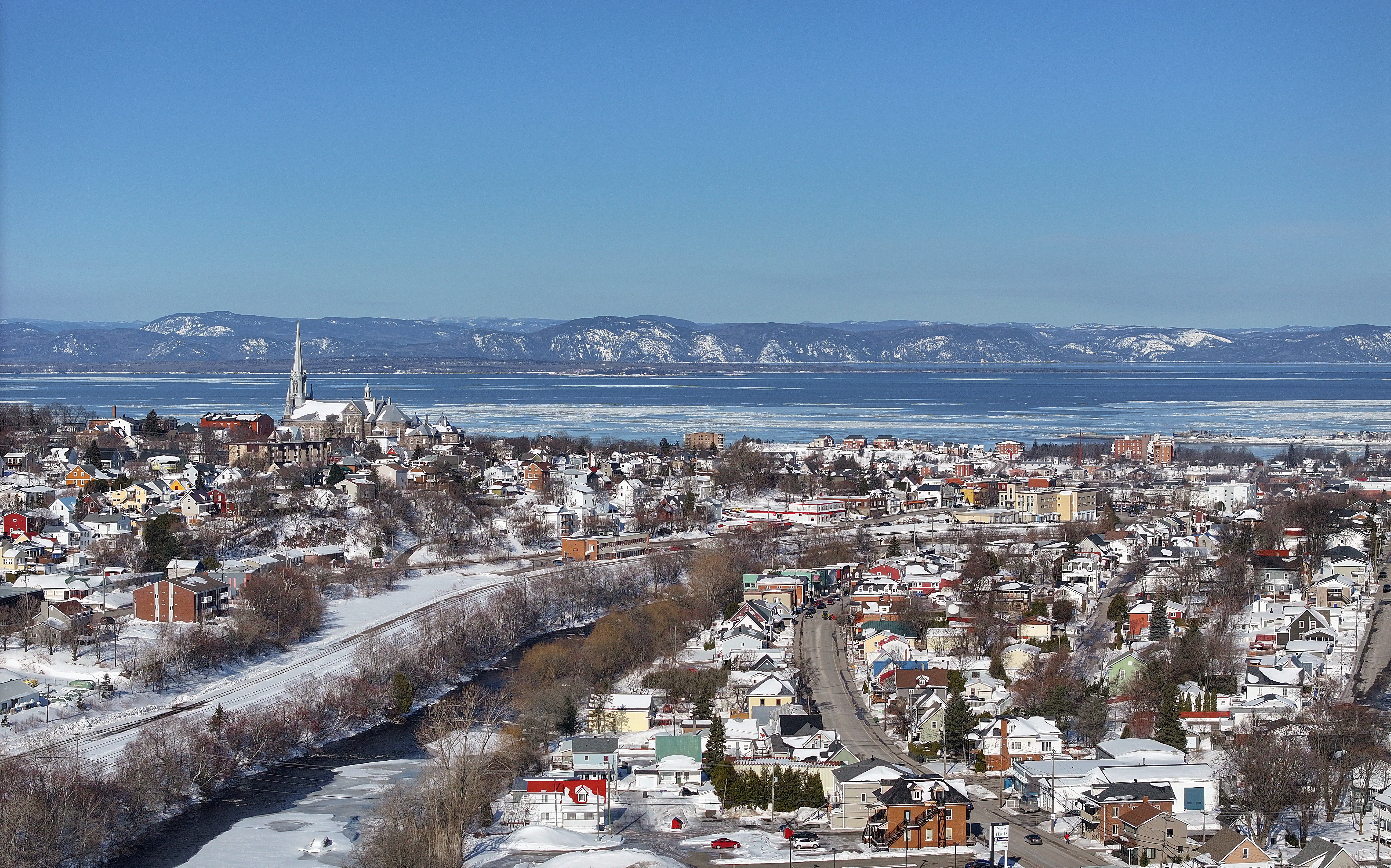
Vue de Rivière-du-Loup depuis le moulin à papier avec le Saint-Laurent derrière.

## Géographie
Située au confluent de la rivière du Loup et du fleuve Saint-Laurent, la ville constitue un carrefour entre Montréal, Gaspé, le Nouveau-Brunswick, l'État du Maine (États-Unis), et la rive nord du fleuve Saint-Laurent. Cette localisation lui vaut d'être desservie par le chemin de fer – qui est à l'origine de l'expansion de la ville au XIXe siècle – de même que par les autoroutes 20 (route transcanadienne) et 85. Elle est reliée à la région de Charlevoix, sur la rive nord du fleuve Saint-Laurent par un service de traversier saisonnier. Un petit aéroport situé dans la municipalité voisine de Notre-Dame-du-Portage dessert aussi la ville.
La ville est érigée sur une série de plateaux qui s'élèvent à partir du fleuve Saint-Laurent jusqu'à une altitude de près de 200 mètres. Cette topographie accidentée en escalier explique la présence de plusieurs chutes spectaculaires sur la rivière du Loup, au centre de la ville. Ces chutes ont été exploitées dès le XIXe siècle pour la production d'énergie, qui à son tour a permis l'installation de nombreuses petites industries. Aujourd'hui encore, la ville demeure un des principaux centres industriels de la région du Bas-Saint-Laurent.

### Couchers de soleil
Selon le National Geographic, c'est à Rivière-du-Loup que se retrouveraient les deuxièmes plus beaux couchers de soleil au monde, et ce, tout juste après Hawaï.

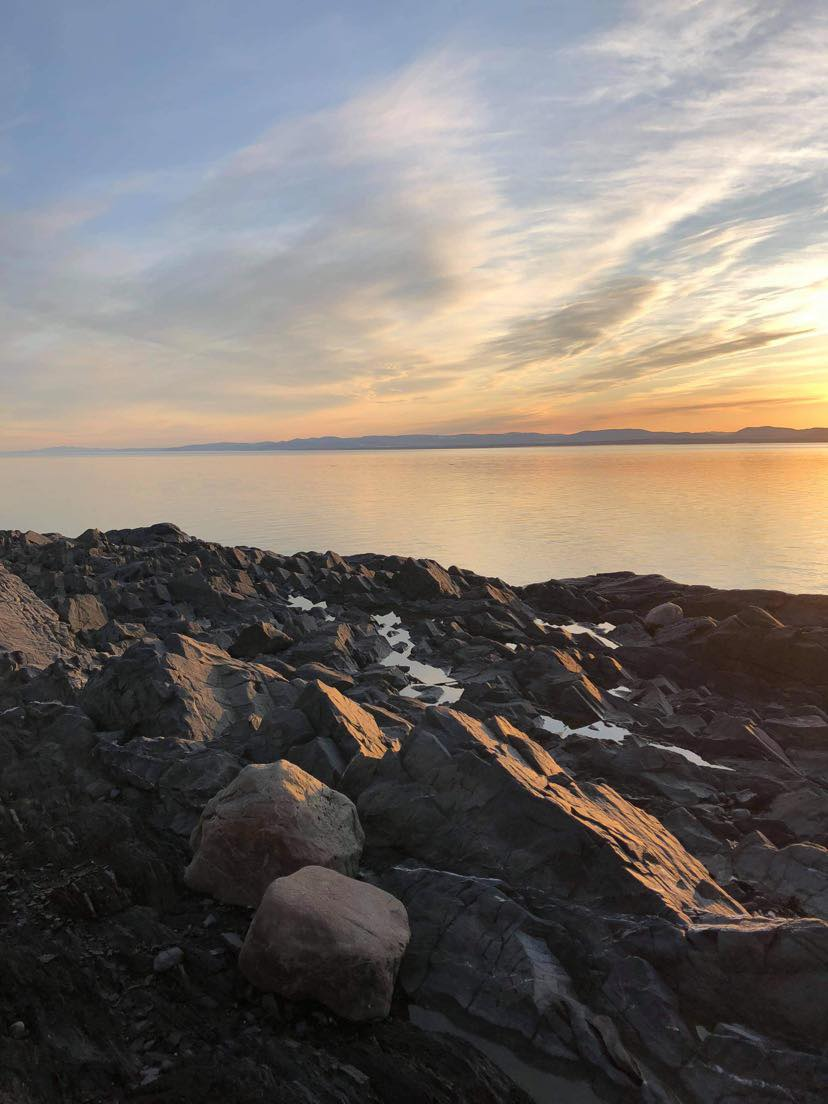
Vue d'un coucher de soleil à la Pointe de Rivière-du-Loup.
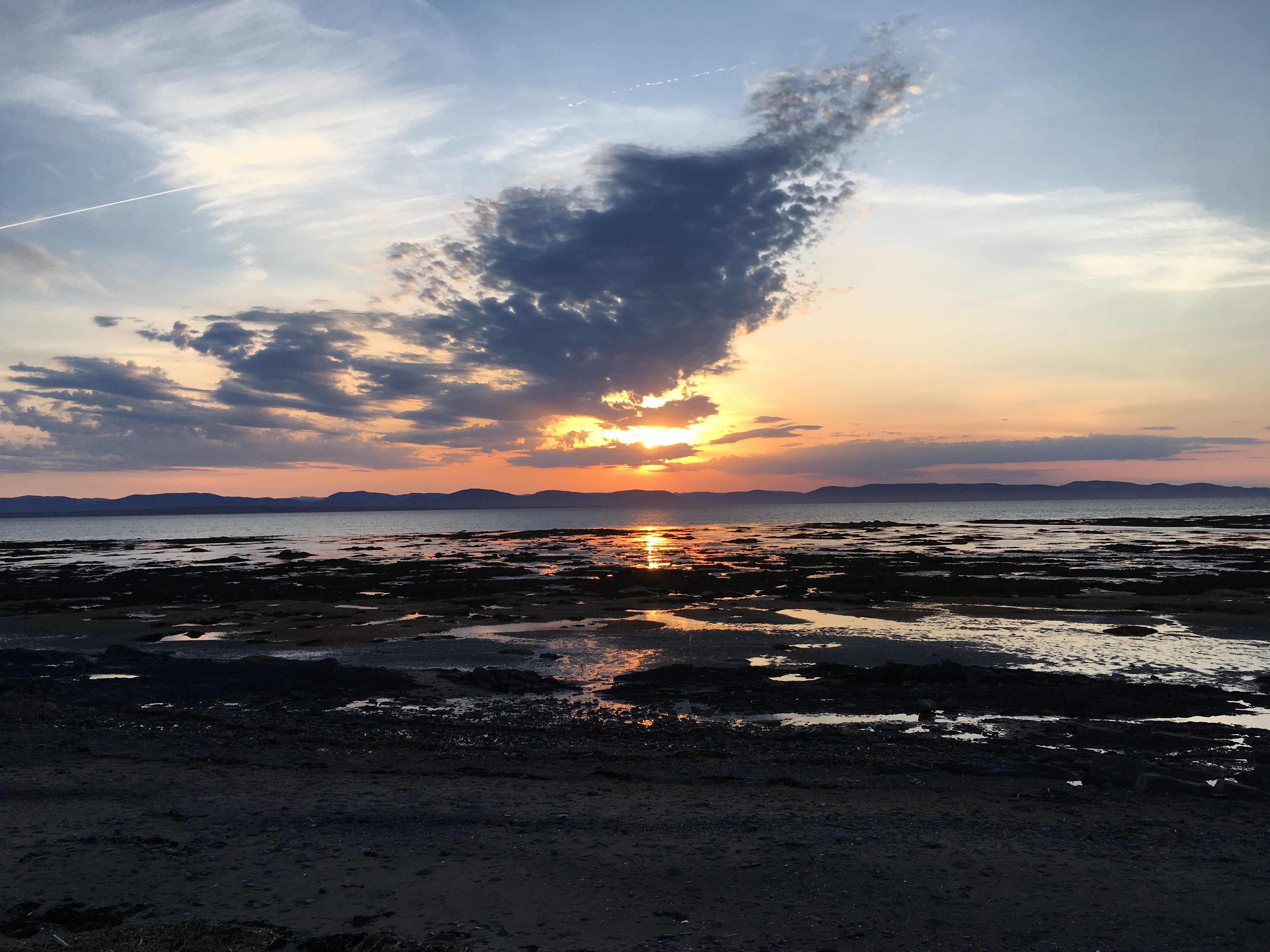
Un coucher de soleil devant le fleuve Saint-Laurent à Rivière-du-Loup.
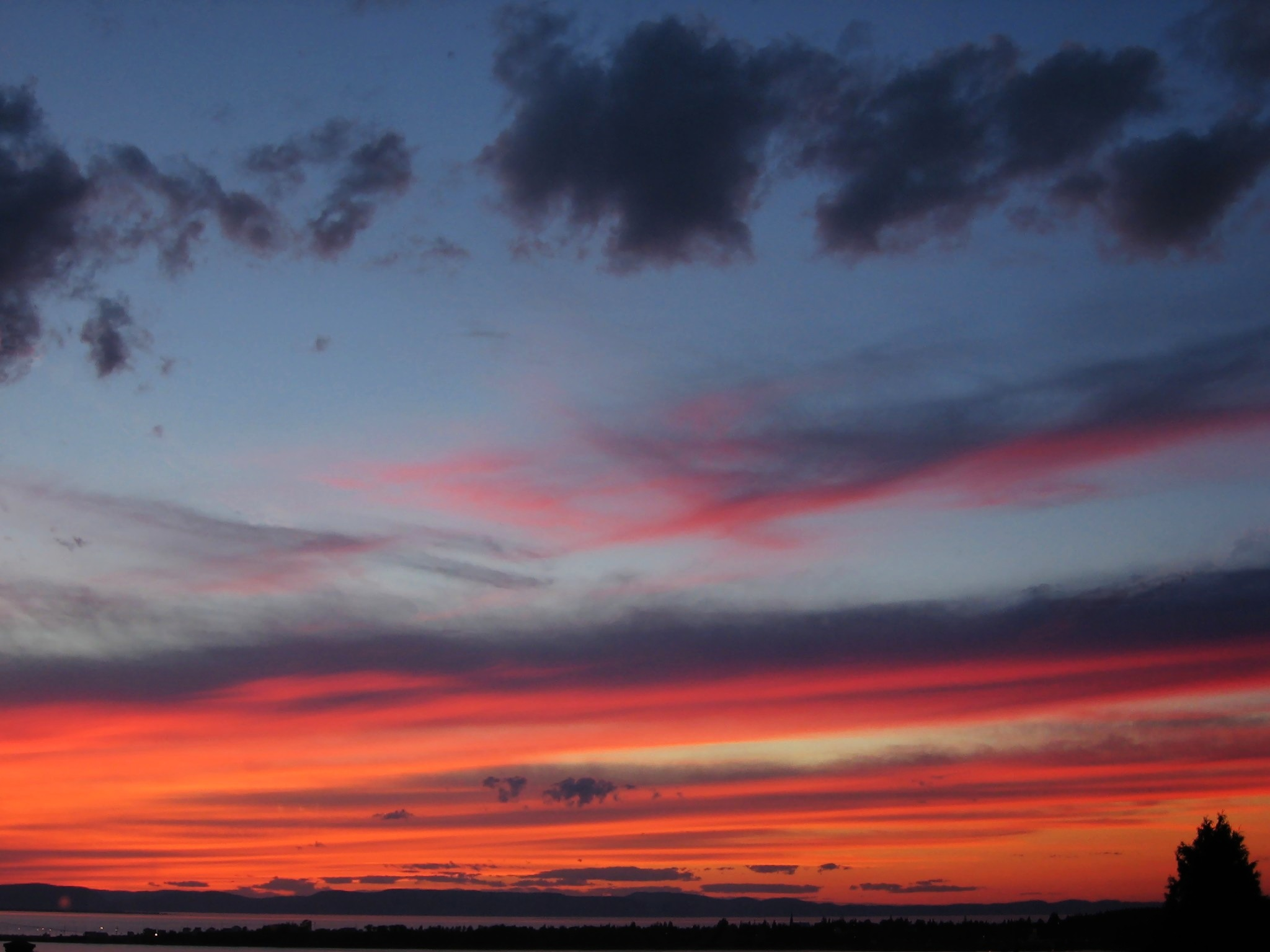
Un coucher de soleil de Rivière-du-Loup.

### Climat
- Température record la plus froide : −34,0 °C (16 décembre 1980)
- Température record la plus chaude : 33,5 °C (19 juillet 1991)
- Nombre moyen de jours avec précipitations de neige dans l'année : 68.2
- Extrême quotidien de neige (cm) : 47 (14 décembre 1973)
- Nombre moyen de jours de pluie dans l'année : 122.8
- Extrême quotidien de pluie (mm) : 86.9 (19 juillet 1996)

| Mois                              | jan.  | fév.  | mars | avril | mai  | juin | jui. | août | sep. | oct. | nov. | déc.  | année |
| --------------------------------- | ----- | ----- | ---- | ----- | ---- | ---- | ---- | ---- | ---- | ---- | ---- | ----- | ----- |
| Température minimale moyenne (°C) | −16,4 | −14,5 | −9   | −1,8  | 4    | 9,5  | 12,4 | 11,6 | 7,3  | 2    | −3,8 | −11,3 | −0,8  |
| Température moyenne (°C)          | −12,4 | −10,4 | −5,2 | 2,2   | 9,3  | 14,9 | 17,6 | 16,7 | 11,8 | 5,7  | −0,8 | −7,8  | 3,5   |
| Température maximale moyenne (°C) | −8,4  | −6,3  | −1,3 | 6,1   | 14,5 | 20,2 | 22,8 | 21,8 | 16,3 | 9,4  | 2,2  | −4,3  | 7,8   |
| Précipitations (mm)               | 81,1  | 66,4  | 65,6 | 63,6  | 93,8 | 92,6 | 95   | 94,2 | 86,7 | 84,1 | 73,6 | 67    | 963,5 |
| dont pluie (mm)                   | 10,6  | 10,1  | 21,8 | 46,3  | 92,4 | 92,6 | 95   | 94,2 | 86,7 | 82,5 | 50   | 13,4  | 695,6 |
| dont neige (cm)                   | 70,5  | 56,3  | 43,8 | 18,4  | 1,3  | 0    | 0    | 0    | 0    | 1,6  | 23,6 | 53,5  | 268,9 |

## Urbanisme
- L'aéroport de Rivière-du-Loup
- La gare de Rivière-du-Loup (Canadien National (CN) / Via Rail Canada)
- Le service de traverse reliant Rivière-du-Loup et Saint-Siméon (suspendu durant l'hiver)
- Autoroute 20 (Autoroute Jean Lesage): traverse la ville d'est en ouest.
- Autoroute 85 (Autoroute Claude-Béchard): située au sud-ouest de la ville.

- Route 132 : traverse la ville d'est en ouest, dans la ville, elle correspond à la rue Fraser et au boulevard Cartier.

- Route 191 : contourne la ville par le sud-est en reliant les autoroutes 20 et 85.

- Route 291 : située à l'est de la ville, dans la ville, elle correspond à la rue Beaubien.

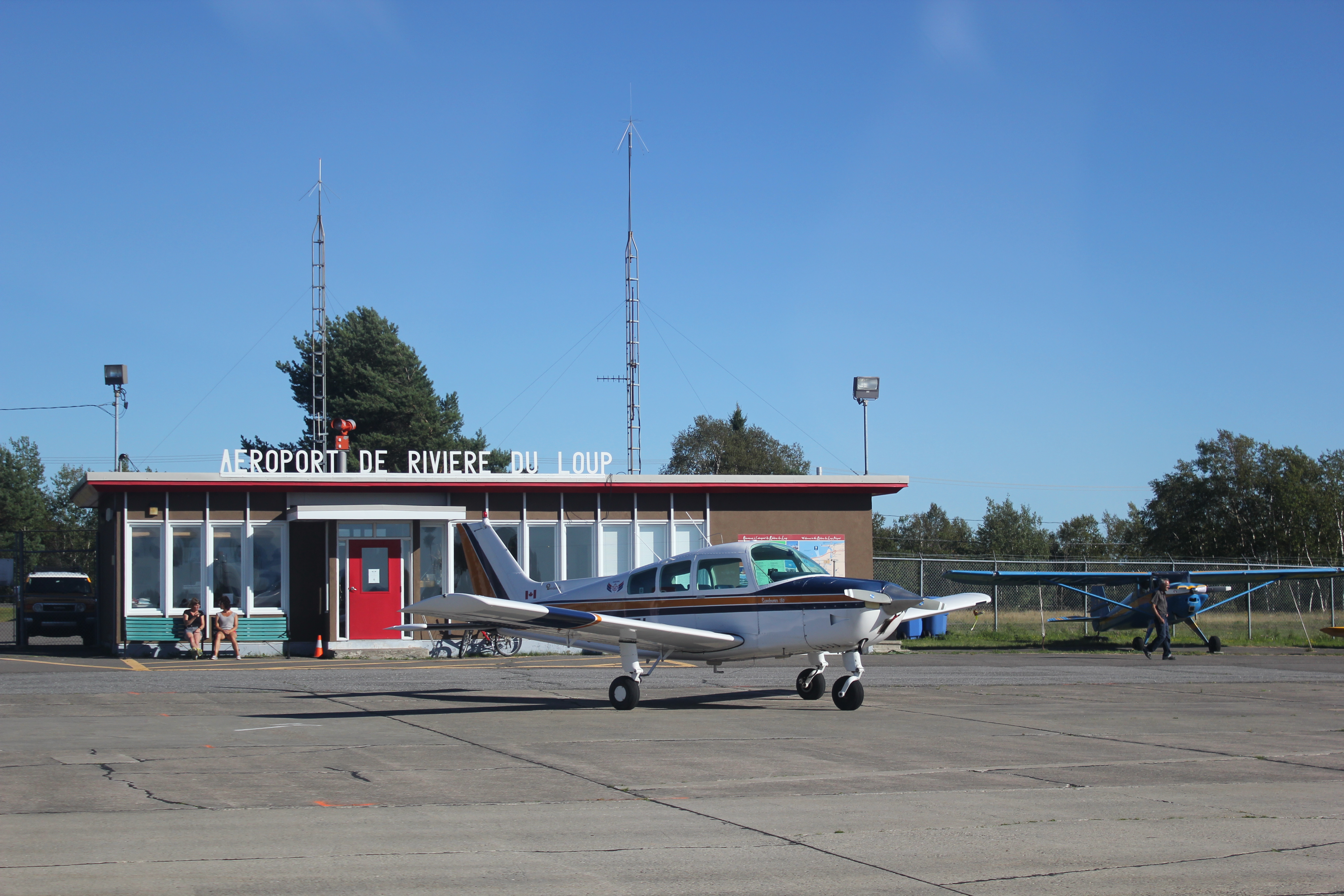
L'aéroport de Rivière-du-Loup en août 2013.
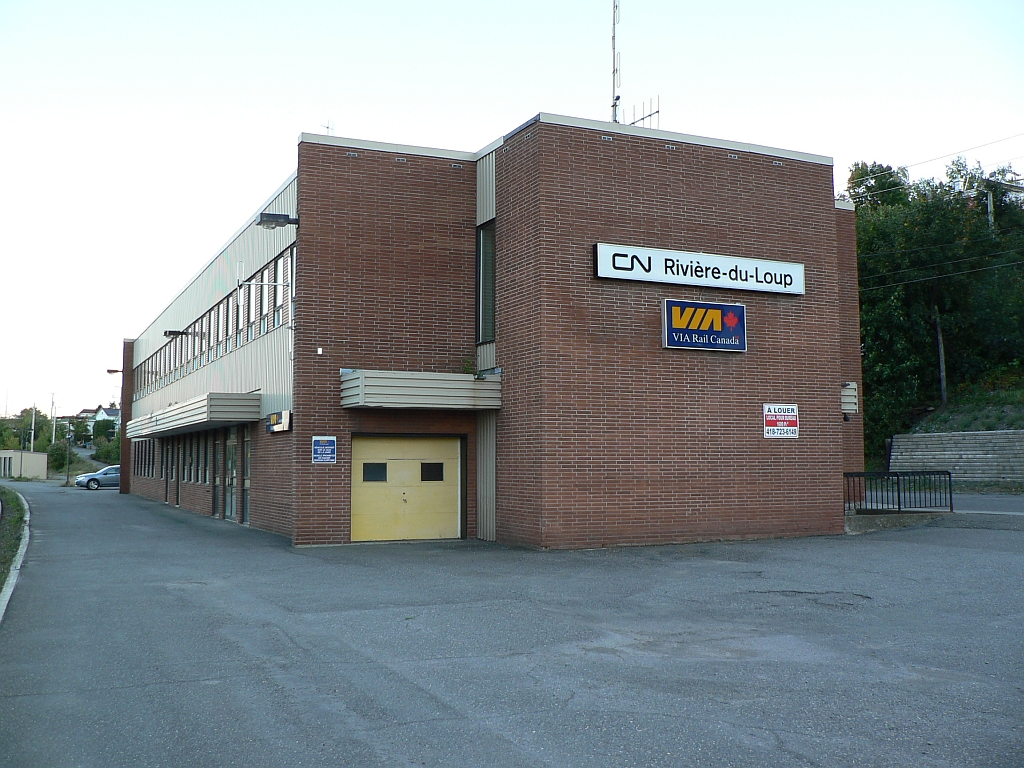
La gare Via Rail de Rivière-du-Loup
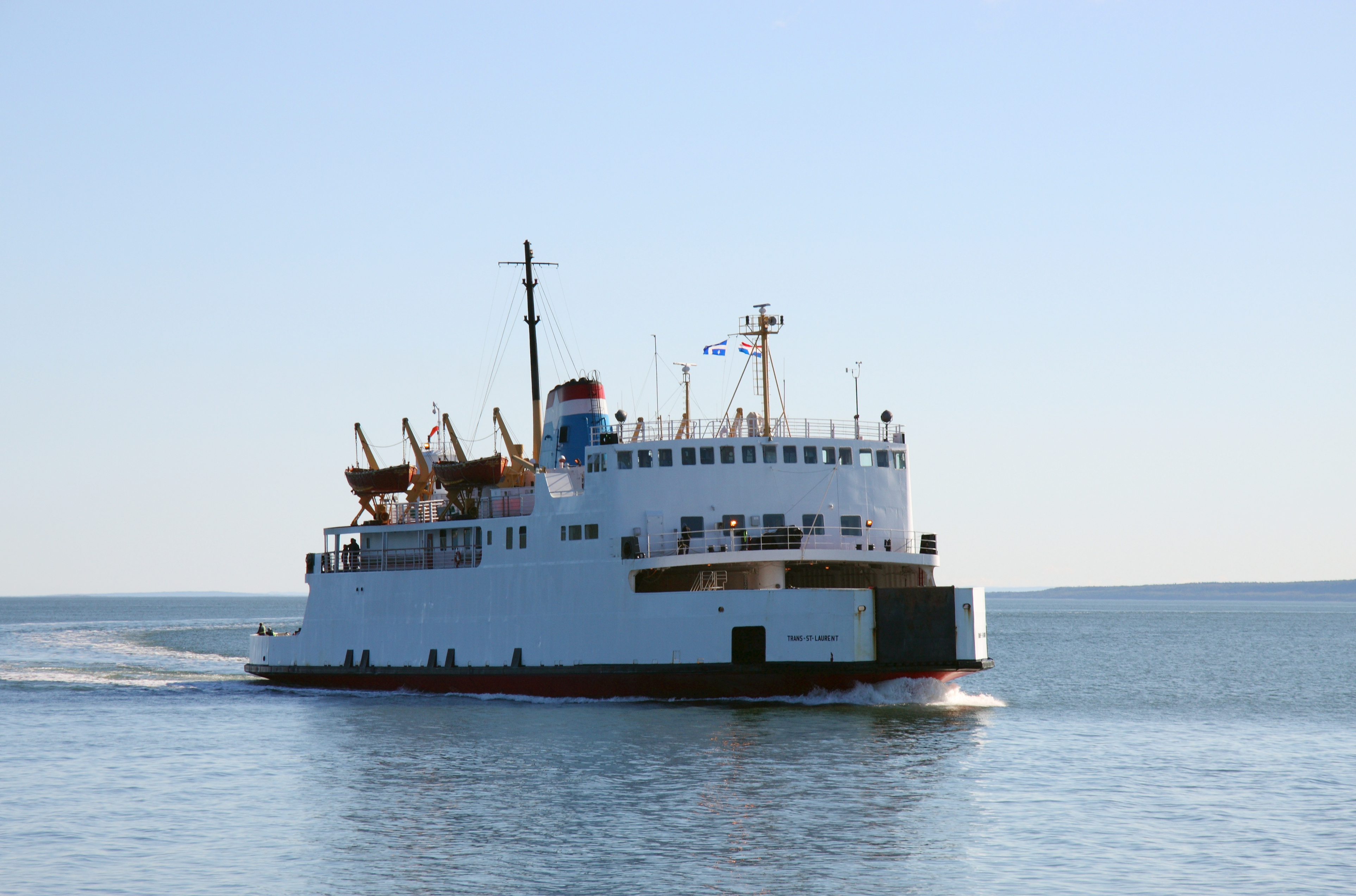
Le traversier N.M. Trans-Saint-Laurent

Un important échangeur autoroutier est situé au sud de la ville, soit l'échangeur partiel entre les autoroutes 20 et 85, au kilomètre 499 de la 20 et 100 de la 85. Seulement la 20 ouest vers Québec est accessible via cet échangeur, et la 85 est seulement accessible par la 20 est (le boulevard industriel, la rue Beaubien ainsi que la route de l'Église à Cacouna-Station permettent de compléter l'échangeur). La route Transcanadienne continue sur l'autoroute 85, vers le Nouveau-Brunswick. 
Deux sorties relient l'autoroute 20 à Rivière-du-Loup, soit les sorties 503 et 507. Les deux sorties permettent l'accès à la route 132, menant vers le centre de la ville. Pour ce qui est de l'autoroute 85, la sortie 93 est sur le boulevard Industriel et la 20 est vers Rimouski, puis la sortie 96 est sur la rue Fraserville. 
Le centre-ville est situé exactement à 193 kilomètres au nord-est des ponts de Québec, depuis la 20 (sortie 312), 127 kilomètres au nord-est de Montmagny (sortie 378 de la 20) et 66 kilomètres de La Pocatière (sortie 439 de la 20). Il est aussi situé à 105 kilomètres au sud-ouest de Rimouski (sortie 610 de la 20), et 43 kilomètres de Trois-Pistoles, sur la route 132. Le centre-ville est aussi situé, depuis l'autoroute 85 et la route 185, 98 kilomètres au nord-ouest de la frontière au Nouveau-Brunswick et 52 kilomètres de Témiscouata-sur-le-Lac (secteur Cabano).
Rivière-du-Loup est la destination sur les panneaux routiers entre les sorties 312 et 610 (de Québec à Rimouski) de la 20, et sur toute la 85 et sur la route 185.

## Démographie
| 1861  | 1871  | 1881  | 1891  | 1901  | 1911  | 1921  | 1931  |
| ----- | ----- | ----- | ----- | ----- | ----- | ----- | ----- |
| 1 210 | 1 541 | 2 291 | 4 175 | 4 569 | 8 713 | 7 703 | 8 499 |

| 1941  | 1951  | 1956  | 1961   | 1966   | 1971   | 1976   | 1981   |
| ----- | ----- | ----- | ------ | ------ | ------ | ------ | ------ |
| 8 713 | 9 425 | 9 964 | 10 835 | 11 637 | 12 760 | 13 103 | 13 459 |

| 1986   | 1991   | 1996   | 2001   | 2006   | 2011   | 2016   | 2021   |
| ------ | ------ | ------ | ------ | ------ | ------ | ------ | ------ |
| 13 321 | 14 017 | 14 920 | 17 772 | 18 586 | 19 447 | 19 507 | 20 118 |

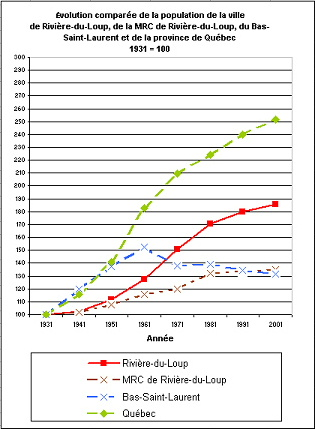
Diagramme comparant la population de la ville avec celles de la MRC, de la région et de la province.

Avec ses 20 118 habitants en 2021, elle est le chef-lieu d'une municipalité régionale de comté (MRC) comprenant 34 509 habitants. Elle est aussi au centre d'un bassin économique de près de 90 000 habitants couvrant le territoire des MRC de Kamouraska, Témiscouata et des Basques.

## Politique
Le tableau suivant présente les compositions récentes du conseil municipal de la ville.
|                               | 2017-2021        | 2021-2025      |
| Maire                         | Sylvie Vignet    | Mario Bastille |
| 1 - District de la Pointe     | Gérald Plourde   | Carl Thériault |
| 2 - District de l'Estuaire    | Steeve Drapeau   | Steeve Drapeau |
| 3 - District de Saint-Patrice | Nelson Lepage    | Nelson Lepage  |
| 4 - District de Fraserville   | Jacques Minville | Chantal Amstad |
| 5 - District de la Rivière    | Mario Bastille   | Édith Samson   |
| 6 - District de la Plaine     | André Beaulieu   | André Beaulieu |

### Liste des maires
| Période | Période | Identité                          | Étiquette | Qualité |
| ------- | ------- | --------------------------------- | --------- | ------- |
| 1850    | 1851    | Thomas Jones                      |           |         |
| 1851    | 1854    | Jean-Baptiste Pouliot             |           |         |
| 1854    | 1855    | Guillaume Fraser                  |           |         |
| 1855    | 1858    | Jean-Baptiste Pouliot             |           |         |
| 1858    | 1860    | Guillaume H. Beaulieu             |           |         |
| 1860    | 1862    | Jean-Anthyme Roy                  |           |         |
| 1862    | 1868    | Jean-Baptiste Pouliot             |           |         |
| 1868    | 1874    | Lamoly Georges Pelletier          |           |         |
| 1874    | 1875    | Elzéar Pelletier                  |           |         |
| 1875    | 1875    | Jean-Baptiste Pouliot             |           |         |
| 1875    | 1878    | Jean-Elzéar Pouliot               |           |         |
| 1878    | 1885    | Guillaume Fraser                  |           |         |
| 1885    | 1888    | Horace Hudon                      |           |         |
| 1888    | 1894    | Narcisse Georges Pelletier        |           |         |
| 1894    | 1897    | Louis Vincent Dumais              |           |         |
| 1897    | 1899    | John Alphus Jarvis                |           |         |
| 1899    | 1901    | Alfred Fortin                     |           |         |
| 1901    | 1905    | Louis H. Levasseur                |           |         |
| 1905    | 1906    | Alfred Fortin                     |           |         |
| 1906    | 1909    | Philippe Picard                   |           |         |
| 1909    | 1913    | Malcolm Philippe Alexandre Fraser |           |         |
| 1913    | 1918    | Alfred Fortin                     |           |         |
| 1918    | 1923    | Joseph Viel                       |           |         |
| 1923    | 1925    | Edgar Levasseur                   |           |         |
| 1925    | 1935    | Charles Eugène Dubé               |           |         |
| 1935    | 1939    | Louis Philippe Lizotte            |           |         |
| 1939    | 1939    | Paul Thibault                     |           |         |
| 1939    | 1951    | Antonio Paradis                   |           |         |
| 1951    | 1956    | Gérard Lapointe                   |           |         |
| 1956    | 1968    | Rosaire Gendron                   |           |         |
| 1968    | 1983    | Yves Godbout                      |           |         |
| 1983    | 1991    | Jean Léon Marquis                 |           |         |
| 1991    | 1999    | Denise M. Lévesque                |           |         |
| 1999    | 2007    | Jean D'Amour                      |           |         |

| Élection | Maire          | Qualité                                       | Résultat |
| --- | -------------- | --------------------------------------------- | -------- |
| 2005 | Jean D'Amour   | Élu député libéral de Rivière-du-Loup en 2009 | Voir     |
| 2007 | Michel Morin   |                                               | Voir     |
| 2009 | Michel Morin   | Voir                                          |          |
| 2013 | Gaétan Gamache |                                               | Voir     |
| 2017 | Sylvie Vignet  |                                               | Voir     |
| 2021 | Mario Bastille | Conseiller (2013-2021)                        | Voir     |
| Élection partielle en italique Depuis 2005, les élections sont simultanées dans toutes les municipalités québécoises |                |                                               |          |

#### Autres conseillers
- Jérôme La Violette-Côté (district de St-Patrice, 2013 à 2015)[13] ;
- Denis Tardif, (district de St-Patrice, 2005 à 2011)[14].

### Jumelages
Un jumelage est prévu en 2025 avec la ville de Périgueux, en France.

## Économie

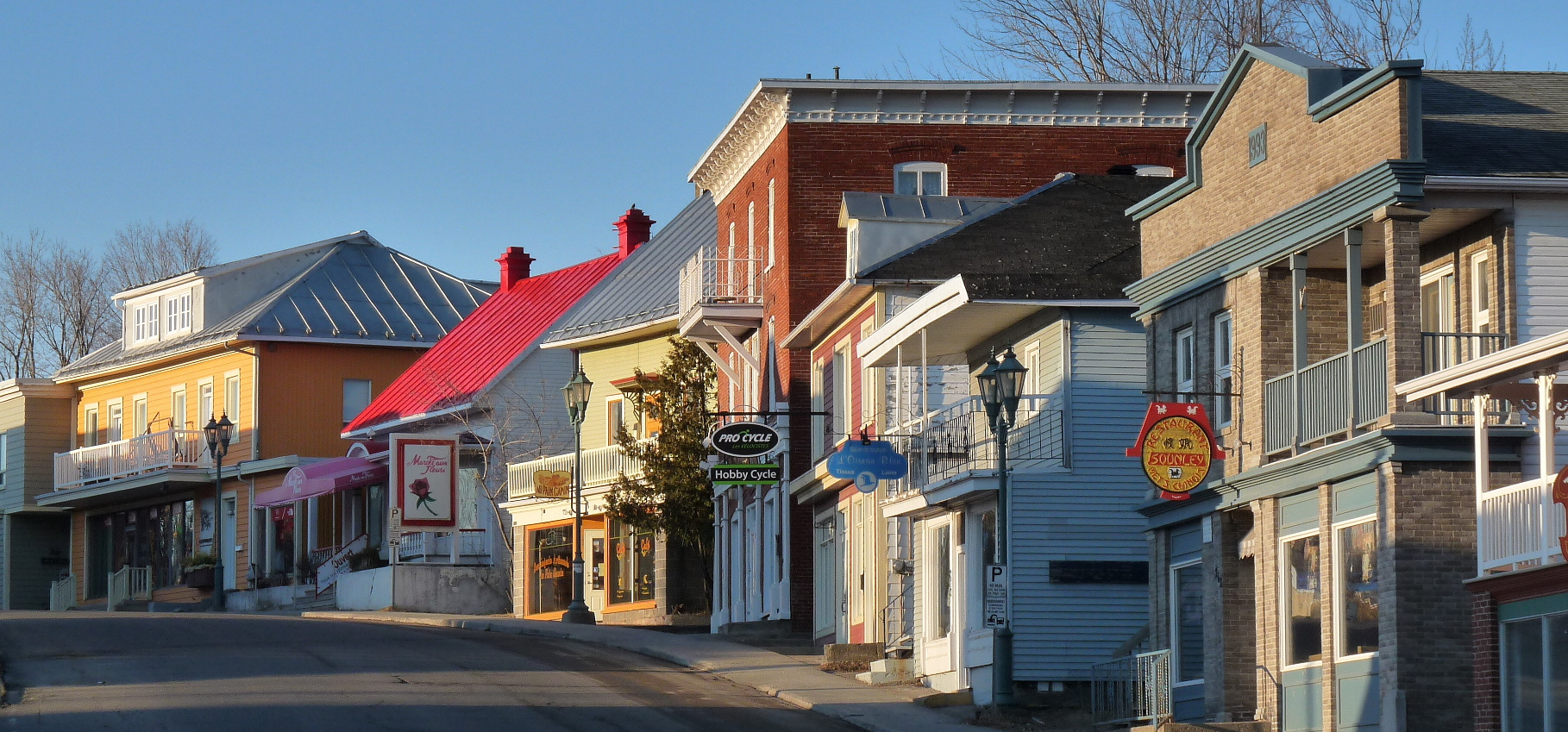
La rue Lafontaine, au centre-ville de Rivière-du-Loup, concentre une importante fonction commerciale.

L'économie de Rivière-du-Loup est fondée sur l'exploitation et la transformation des ressources naturelles (forêts et tourbières) et sur plusieurs industries, commerces et services. Le tourisme et la culture sont aussi économiquement présents. La ville comptant de nombreux complexes hôteliers, Rivière-du-Loup est également un lieu primé des congressistes.
Au total, plus d'un millier d'entreprises sont localisées dans le territoire de la ville. Parmi ces entreprises, 7,5 % d'entre elles sont du secteur primaire, 22,6 % du secteur secondaire et 69,9 % du secteur tertiaire. Les PME prennent maintenant une place très importante dans cette économie au point que la ville se classe, à ce chapitre, parmi les meilleures au Québec et au Canada. Elle s'est d'ailleurs vue décerner en 2006 le titre de « ville entrepreneuriale au Québec ».[réf. nécessaire]

## Éducation

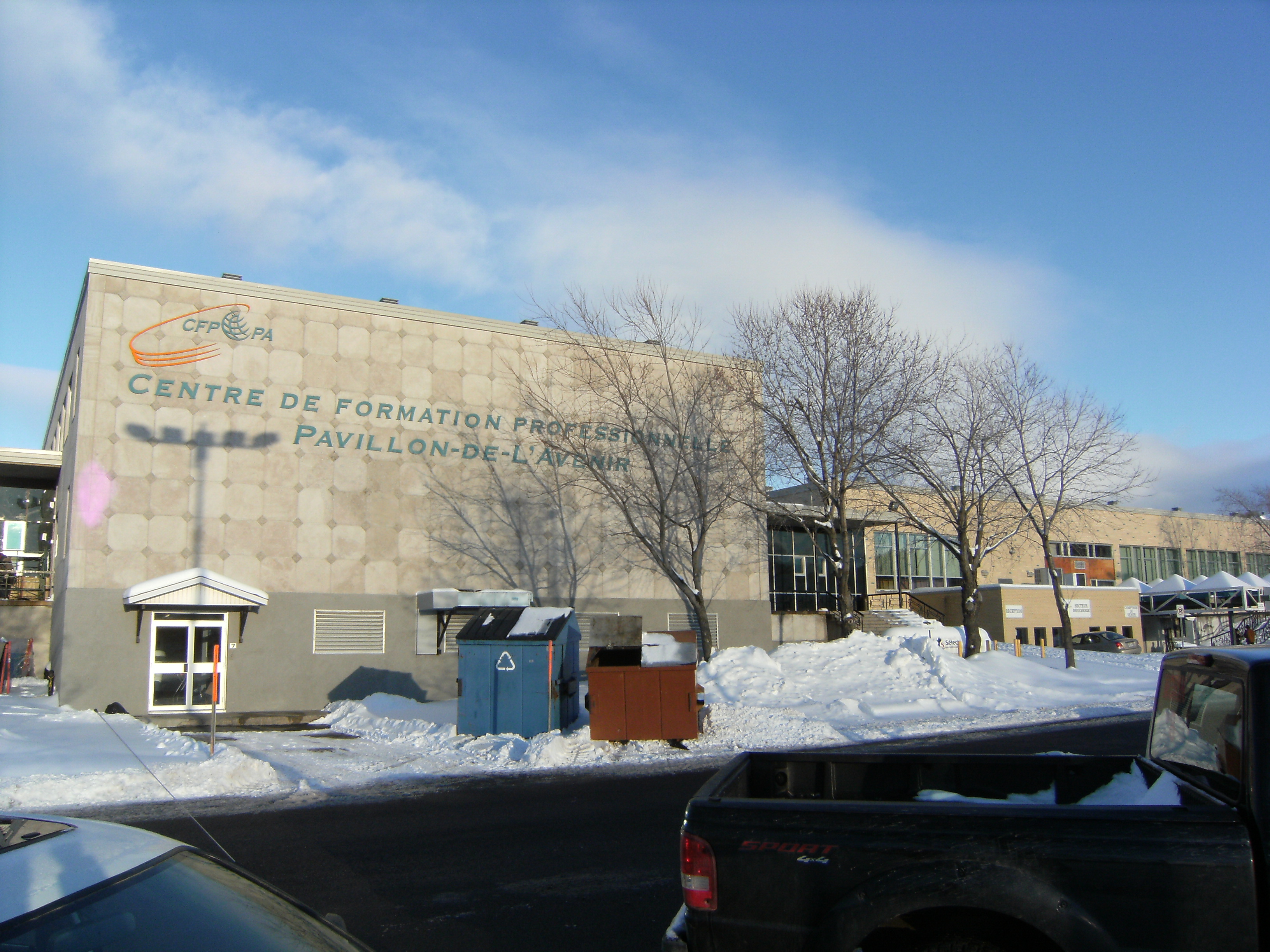
Le Centre de formation professionnelle Pavillon-de-l'Avenir.

La ville de Rivière-du-Loup compte plusieurs écoles autant aux niveaux préscolaire, primaire et secondaire que post-secondaire. C'est la Commission scolaire de Kamouraska–Rivière-du-Loup qui administre les établissements d'enseignement de la ville. Au niveau primaire, cinq écoles se dispersent dans toute la ville: l'école Saint-François-Xavier (quartier Saint-François-Xavier), les écoles La Croisée I et La Croisée II (quartier Saint-Ludger) ainsi que les écoles Roy et Joly (quartier Saint-Patrice). Au niveau secondaire se trouvent l'école secondaire de Rivière-du-Loup (public) et le Collège Notre-Dame (privé). On retrouve aussi sur le territoire de la ville trois autres établissements: le Centre de formation professionnelle Pavillon-de-l'Avenir, le Centre d'éducation des adultes de Kamouraska–Rivière-du-Loup (École Thibaudeau dans le quartier Saint-François-Xavier) et le Cégep de Rivière-du-Loup. À partir d’août 2025, Rivière-du-Loup aura une nouvelle école primaire dans le secteur du Parc-Cartier. Il s’agit de la première inauguration d’une école dans la ville de Rivière-du-Loup en 55 ans.

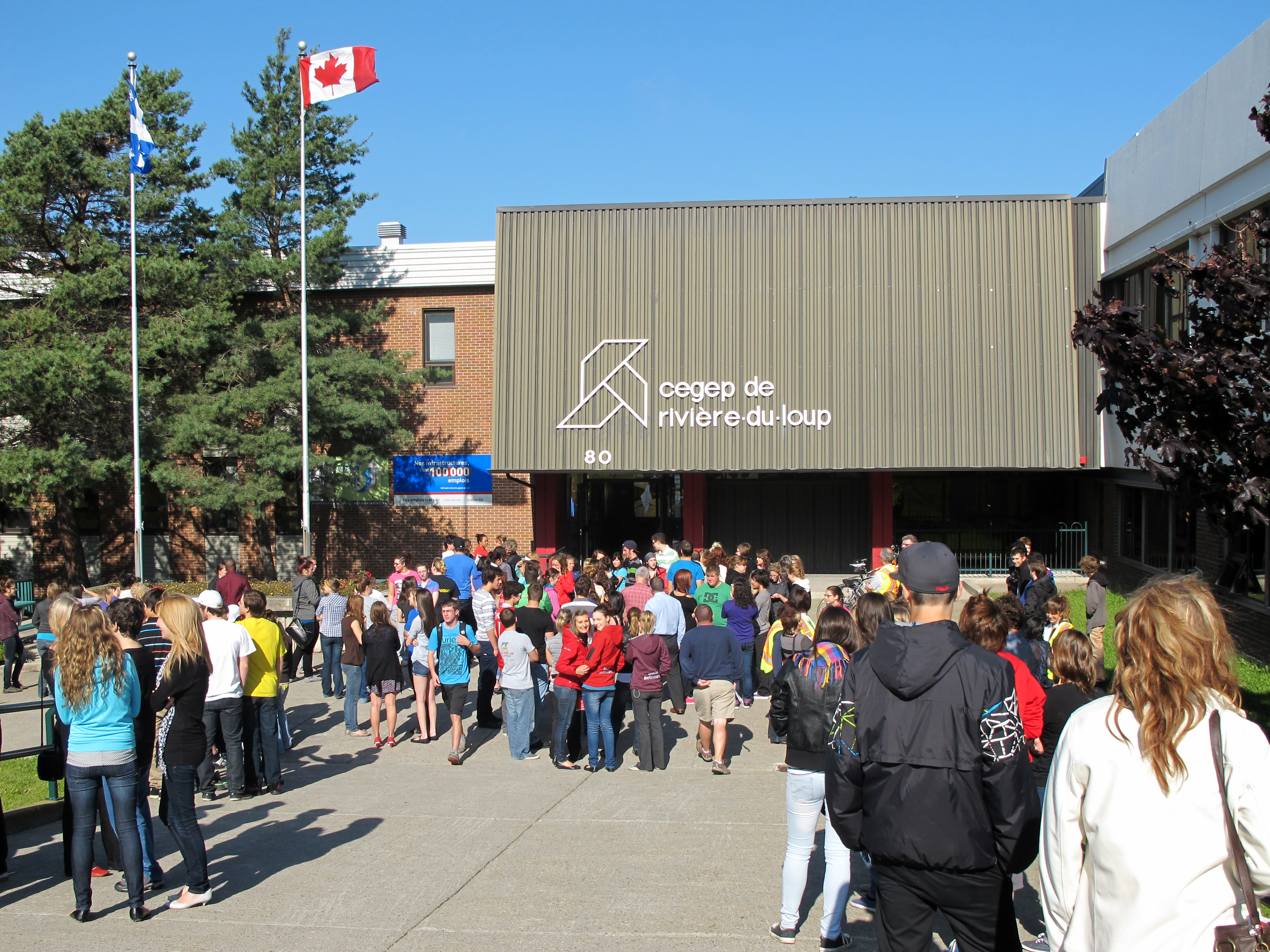
L'entrée principale du Cégep de Rivière-du-Loup.

Le nouveau campus étudiant de Rivière-du-Loup est inauguré en 2010. Il regroupe cinq écoles: les deux écoles secondaires et les trois écoles post-secondaires, soit le Centre de formation professionnelle Pavillon-de-l'Avenir, le Centre d'éducation des adultes de Kamouraska-Rivière-du-Loup et le Cégep de Rivière-du-Loup. Les sports sont mis en valeur dans ce campus qui comprend une piste d'athlétisme, un terrain de football, un terrain de balle-molle, un terrain de baseball, un terrain de soccer et six terrains de tennis. Le parc du Campus-et-de-la-Cité inauguré le 11 septembre 2011 fait partie intégrante de ce campus. Au niveau sportif, ce parc propose aux Louperivois des jeux d'exercices, des pistes asphaltées pour la marche ou les patins à roues alignées ainsi que deux terrains de soccer. Enfin, l'idée du campus est surtout de changer les habitudes de transport des professeurs, du personnel non enseignant, des élèves et des étudiants. Des mesures ont été mises en place pour décourager le transport solo (une personne par voiture) au profit du transport en commun (autobus), du vélo, de la marche ou du covoiturage.

## Histoire

### Dates importantes

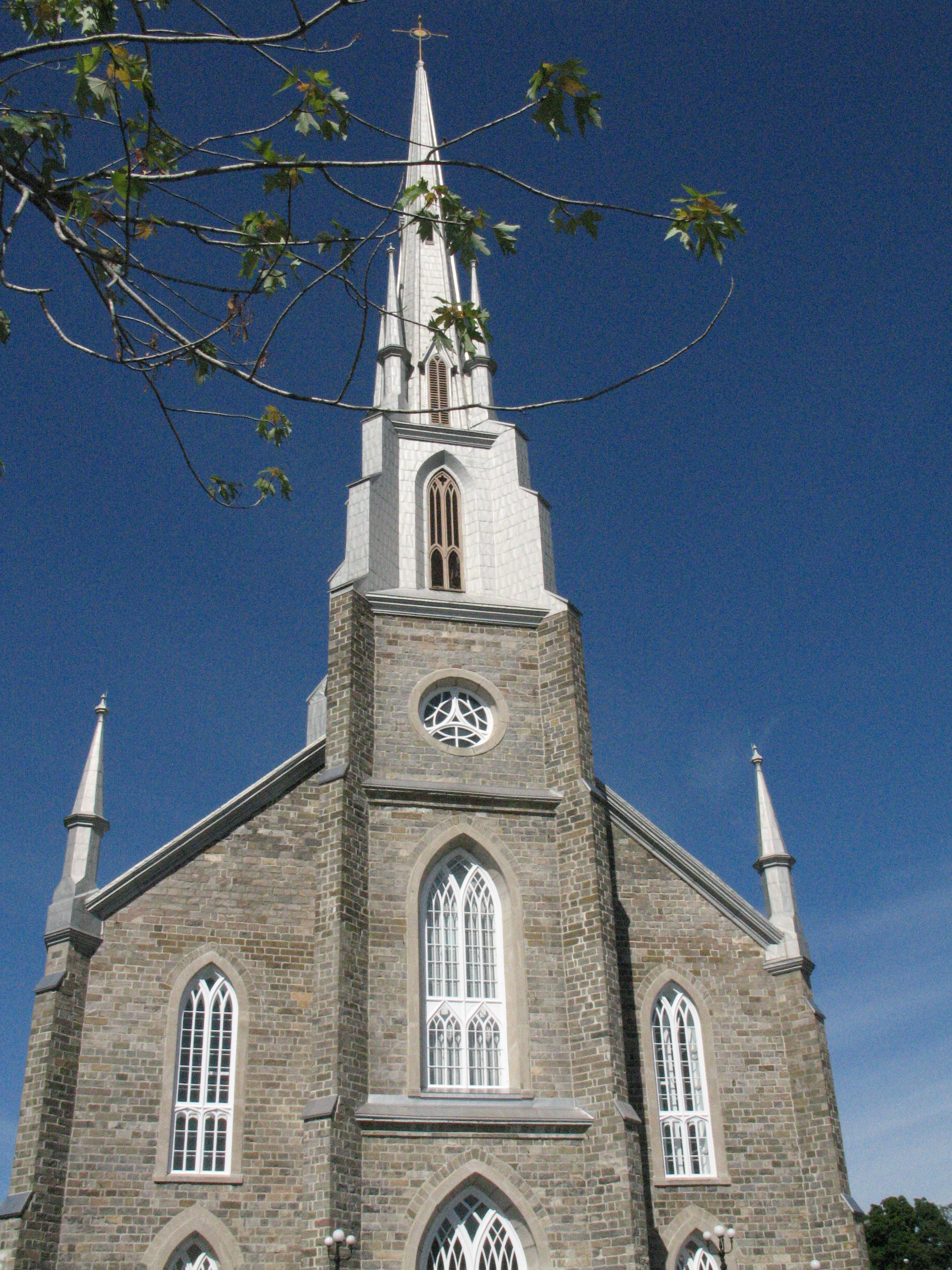
L'Église catholique Saint-Patrice, sur la rue Lafontaine. L'édifice a été construit en 1855-1856.

- le site de Rivière-de-Loup aurait été occupé par des marins français dès les années 1600 ;
- en décembre 1673, la seigneurie de la Rivière-du-Loup est concédée, par la Compagnie des Indes Occidentales, à son agent Charles Aubert de La Chesnaye qui y adjoint les fiefs de Kamouraska en 1680 et de Témiscouata-Madawaska en 1683 ;
- en 1746 plusieurs bouts de route sont défrichés pour relier plus facilement la Nouvelle-France et l'Acadie. Route qui sera appelée plus tard Chemin du Portage ;
- en juillet 1763, les seigneuries et fiefs de la Rivière-du-Loup, sont cédés à James Murray, premier gouverneur de la nouvelle colonie britannique ;
- en août 1802, la seigneurie de Rivière-du-Loup est vendue à Alexandre Fraser (1763–1837), fils du colonel Malcolm Fraser (1733–1815). La seigneurie prend alors le nom de Fraser plutôt que Rivière-du-Loup ;
- en 1845, la seigneurie s'urbanisant au fil des ans, elle change de nom pour Fraserville ;
- en 1859, Fraserville devient le terminus Est du chemin de fer le Grand-Tronc ;
- en 1889, inauguration de la ligne de chemin de fer vers le Nouveau-Brunswick ;
- en mars 1919, la cité de Fraserville devient la cité de Rivière-du-Loup ;
- en juin 1926, un incendie ravage 57 bâtiments, dont près d'une trentaine d'édifices commerciaux ;
- en juin 1939, visite du roi Georges VI et de la reine Élisabeth (future reine mère) ;
- en avril 1947, ouverture de la station de radio CJFP à la fréquence 1400 KC ;
- en août 1959, inauguration de l'aéroport ;
- en mars 1968, inauguration du Centre hospitalier régional du Grand-Portage (CHRGP).

Dans sa Relation de 1634, le père Le Jeune signale le nom amérindien de la rivière, Capititetchouez. L'une des premières attestations de la dénomination Rivière du Loup figure, en 1673, dans l'acte de concession de la seigneurie de la Rivière-du-Loup à Charles Aubert de La Chesnaye (1632-1702), ancêtre de Philippe Aubert de Gaspé. Il revient au père Chrestien Le Clercq de signaler sans équivoque le nom de la rivière dans son livre Premier établissement... (1691), tome II : « & autres Nations Sauvages qui venaient en traite à l'habitation de la Rivière du Loup ». Cette dénomination a suscité plusieurs tentatives d'explication non parfaitement satisfaisantes. On l'a attribuée à la présence de nombreux loups marins anciennement. Certains croient que Jacques Cartier lui-même, ayant trouvé beaucoup de loups marins sur la grève de la rivière, lui avait donné ce nom. Or, on faisait la chasse au loup-marin dans cette région du pays, ce qui justifie, en partie, la concession d'une seigneurie à Aubert de La Chesnaye. Ces animaux pouvaient sûrement remonter l'estuaire de la rivière. D'autres pensent que le cours d'eau porterait cette appellation parce que Samuel de Champlain y aurait rencontré sur ses bords la nation des Loups ou Mahigans. Enfin, l'hypothèse la plus plausible veut qu'il s'agisse du nom d'un vaisseau, Le Loup, venu de France et dont l'équipage aurait été contraint d'hiverner dans l'estuaire de la rivière autour de 1660.
La paroisse mère de Saint-Patrice-de-la-Rivière-du-Loup est érigée canoniquement en 1833 et civilement en 1842. En 1850, la municipalité du village de Fraserville se sépare de la municipalité de paroisse et deviendra la ville de Rivière-du-Loup en 1919. En 1852, les paroisses de Saint-Antonin et de Notre-Dame-du-Portage seront constituées à même le territoire de Saint-Patrice-de-la-Rivière-du-Loup. Le territoire résiduel gardera son identité municipale propre jusqu'en 1998, alors qu'il sera réuni à la ville de Rivière-du-Loup, après une séparation de 149 ans.
En 2023, la ville de Rivière-du-Loup fêta le 350e anniversaire de fondation de la seigneurie, qu'on accorde à l'acte de concession à Charles Aubert de La Chesnaye (1632-1702).

### Un centre ferroviaire important

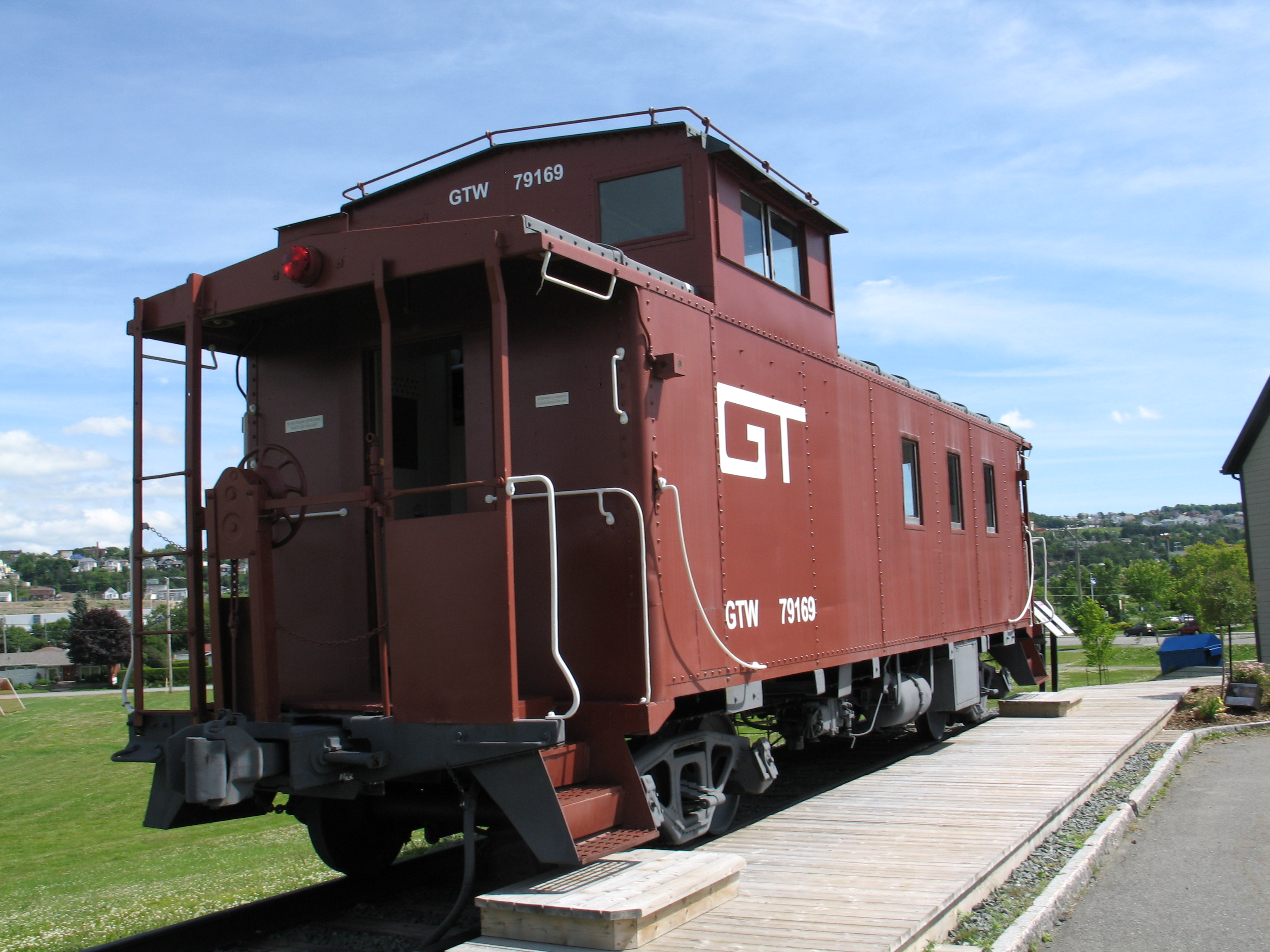
Un wagon de queue, représentant le passé ferroviaire de Rivière-du-Loup, est exposé au centre d'information touristique de la ville.

En 1854, la compagnie ferroviaire du Grand Tronc confirme le projet de construire une ligne reliant Montréal et Halifax complémentaire à la ligne Montréal-Portland complétée en 1852. Les autorités de l'époque désirant avant tout relier les provinces maritimes aux centres industriels du centre du pays, le tracé original de la compagnie n'est pas prioritairement vouée à la desserte et au développement de l'est du Québec. Ainsi, les plans prévoient que le tracé se fera par l'intérieur des terres pour des raisons économiques, laissant sans desserte la plupart des villages du Kamouraska de même que Fraserville. Sous les pressions des autorités locales, le tracé retenu dessert finalement Fraserville, qui devient même le terminus de la ligne. Les travaux débutent en 1858 et le chemin de fer est inauguré en 1860. Pendant les 15 années suivantes, cette ligne en cul-de-sac (Lévis-Fraserville) demeure sous-utilisée et a un effet modeste sur le développement de la ville, puisqu'elle ne permet pas encore de relier Montréal aux Provinces maritimes. C'est la construction de l'Intercolonial, inauguré en 1876, qui insuffle une véritable vitalité économique à Fraserville.
Exigé par le Nouveau-Brunswick et la Nouvelle-Écosse comme prix de leur rattachement à la fédération canadienne, le chemin de fer intercolonial doit adopter un parcours entièrement en terre canadienne, ce qui oblige pratiquement son passage par Fraserville. Ce réseau fera de Rivière-du-Loup pour près de 100 ans un point névralgique pour le routage des marchandises entre les Maritimes et le centre du pays, le ravitaillement en charbon et en eau des locomotives ainsi qu'une escale importante pour les voyageurs. L'effet est si important qu'en 1900 la ville compte 5 000 habitants contre 1 800 pour Rimouski, confirmant aussi le rôle de pôle économique régional pour l'est du Québec.
L'ajout du chemin de fer du Temiscouata en 1889 facilite l'exploitation des ressources forestières de la région jusqu'au Maine, les différentes scieries de Rivière-du-Loup transforment ensuite la matière avant de l'expédier par la voie maritime.

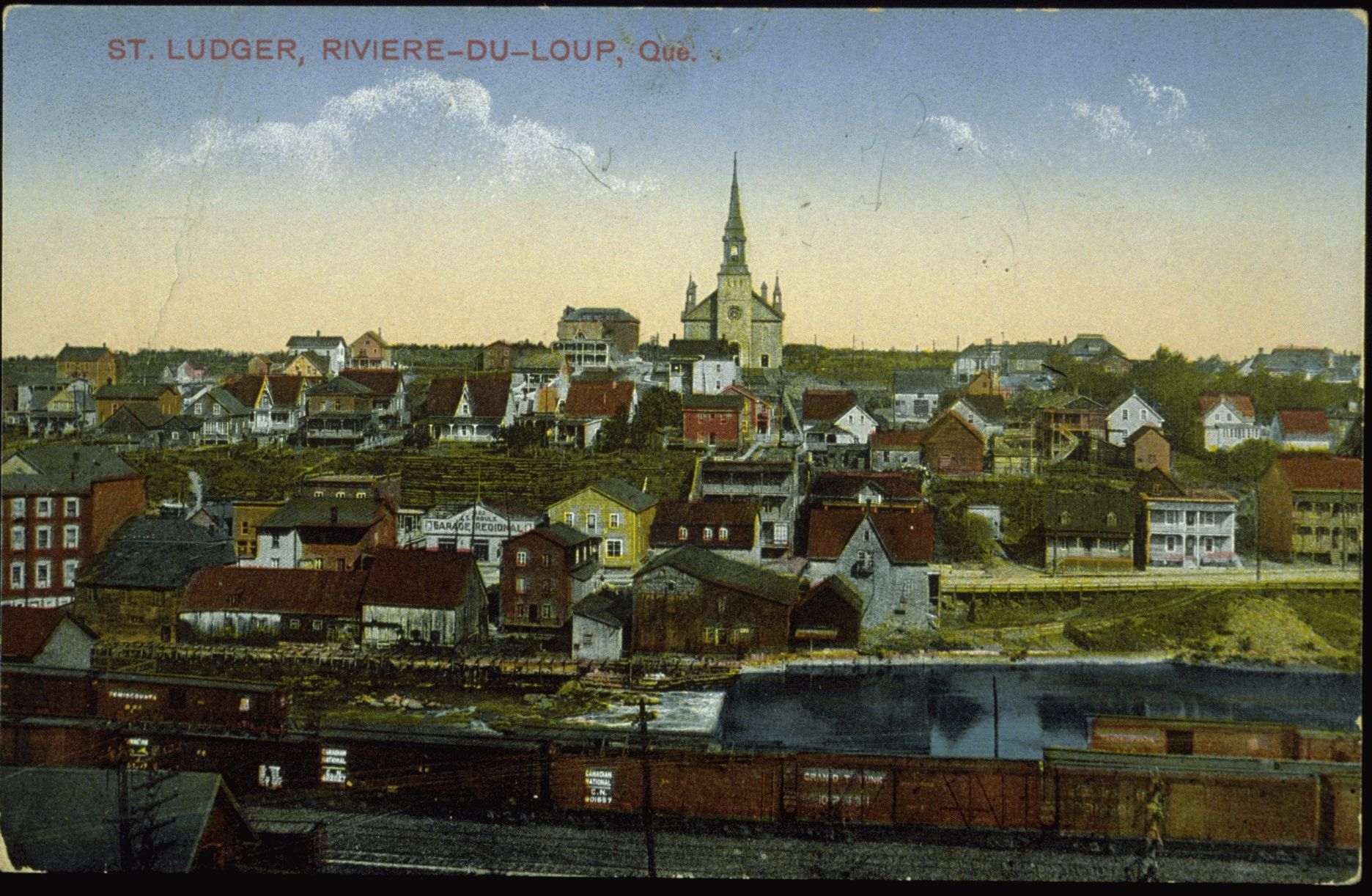
Quartier St. Ludger, Rivière-du-Loup, Qué. BAnQ CP 7161 CON, carte postale.

C'est en 1952 que le déclin de l'activité ferroviaire débute, en grande partie avec la fermeture des ateliers de réparation du matériel roulant du CNR. L'amélioration des technologies amène un accroissement de la fiabilité et une diminution du temps passé en atelier pour chaque kilomètre parcouru. Les activités de réparation sont alors transférées vers Charny et Moncton avec les employés de Rivière-du-Loup. La situation se détériore encore plus avec l'adoption massive des locomotives diesel dans les années 1950 à 1960, enlevant du même coup le besoin de ravitaillements en eau et charbon. L'abandon du chemin de fer du Témiscouata et la création du tronçon entre Saint-André et Pelletier Station en 1977 fait en sorte de déplacer une bonne partie du trafic continental entre Montréal et les provinces maritimes à l'ouest de Rivière-du-Loup. Aujourd'hui, Rivière-du Loup n'est plus qu'une étape parmi d'autres sur une ligne principalement utilisée pour relier Charny aux Provinces maritimes.
En novembre 2024, des fouilles archéologiques ont été menées au Carré Dubé, au centre-ville de Rivière-du-Loup, pour vérifier l'absence d'artéfacts avant des travaux de réaménagement. Elles ont permis de mettre au jour les vestiges d'une Rotonde ferroviaire, un bâtiment circulaire datant de la fin du XIXᵉ siècle, utilisé comme atelier de réparation et de triage des locomotives.
Avec une circonférence de près de 50 mètres, la Rotonde occupait l'entièreté de l'espace du stationnement actuel, une ampleur qui a surpris les archéologues et les responsables municipaux. Les découvertes ont permis de documenter davantage ce site historique, notamment grâce à des plans d'assurance incendie datant de 1906. La Rotonde avait été démolie en 1909, puis le site reconverti en espace de triage ferroviaire avant la construction du stationnement en 1962.

## Culture

### La bibliothèque Françoise-Bédard
Depuis 1990, la bibliothèque publique de Rivière-du-Loup est nommée en l'honneur de sa fondatrice Françoise-Bédard. Bédard était impliquée dans la vie culturelle de Rivière-du-loup, elle s'intéressait notamment au théâtre.

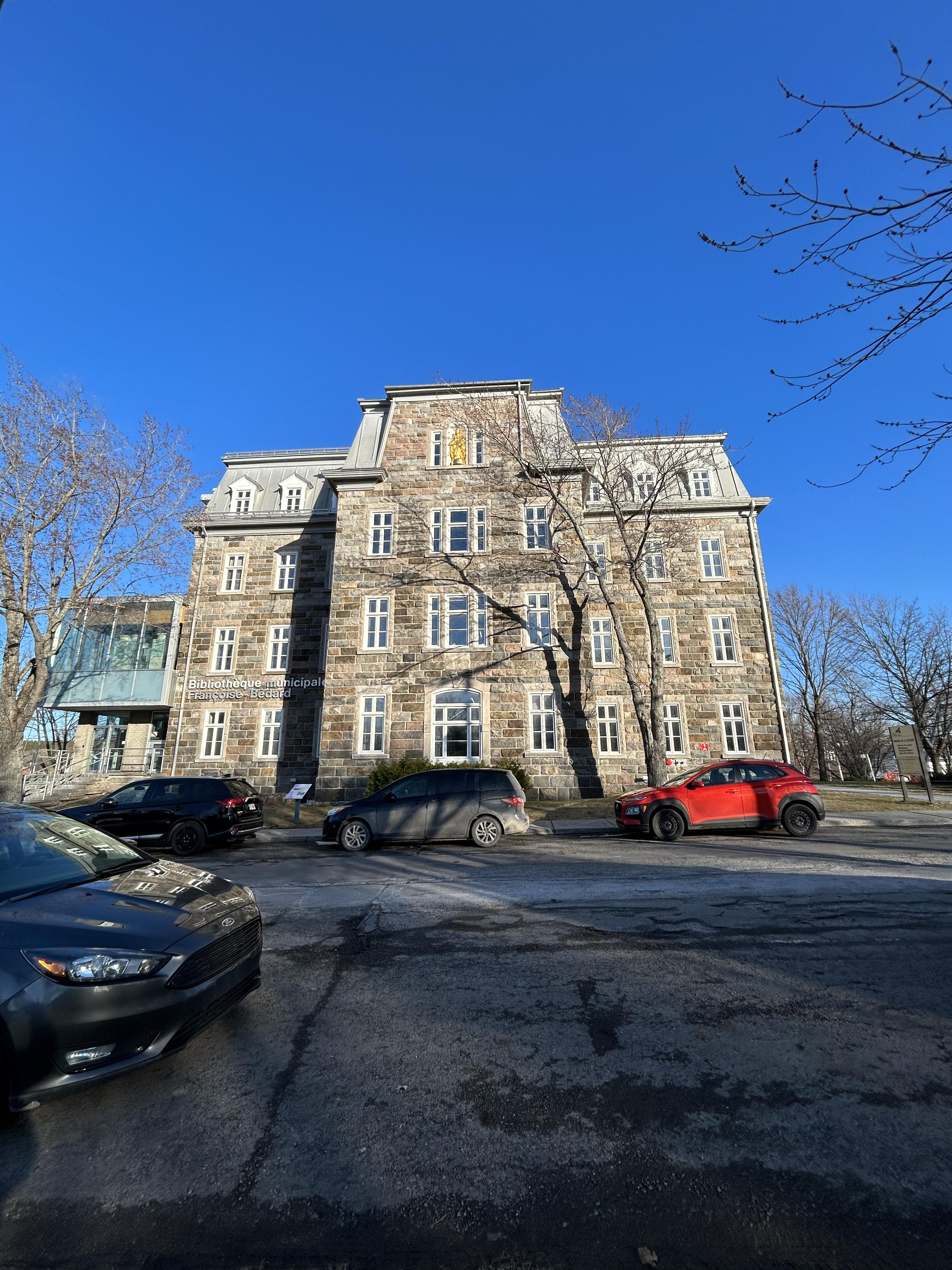
Bibliothèque Françoise-Bédard (2024)

Depuis 1980, la bibliothèque se situe dans l'ancien couvent des Sœurs du Bon-Pasteur, un bâtiment classé dans le répertoire du patrimoine du Québec. Ce bâtiment historique abrite aujourd'hui la Maison de la culture. Elle regroupe une salle de spectacles et la bibliothèque Françoise-Bédard. La fréquentation de la bibliothèque a augmenté depuis les dernières années. On rapporte que l'année 2017 a été la plus importante en termes d'achalandage avec une augmentation de 18%. En 2018, une annonce des gouvernements municipal, provincial et fédéral confirme l'agrandissement de la bibliothèque. L'agrandissement aura pour but d'offrir plus d'espace de lecture et de détente aux usagers, ce qui permettra également de revoir la collection de livres. Ce projet d'agrandissement comblera les besoins familiaux de la communauté louperivoise et incitera les citoyens à considérer les lieux comme un endroit de rassemblement. En 2019, un concours d'architecture a été lancé par la Ville de Rivière-du-loup afin de choisir les plans du nouvel agrandissement. C'est finalement en novembre 2019 que le concours est remporté par la firme Groupe A / Annexe U et la firme d'ingénierie LGT. La nouvelle bibliothèque a été inaugurée en décembre 2022.

### Festival «Vues dans la tête de ...»
La première édition du festival a eu lieu en 2013. Sa particularité est dans sa forme où la programmation est confiée un cinéaste québécois invité. Au cours des ans, le festival a augmenté ses activités avec des classes de maîtres, le concours Ville et Villages en Images (en partenariat la MRC de Rivière-du-Loup), le maillage entre réalisateurs et producteurs, et un concours de courts-métrages.

## Patrimoine

### Le domaine seigneurial Fraser
Le domaine seigneurial Fraser, classé site historique provincial, comprend un manoir, ses dépendances et son terrain. Le manoir, construit en 1829, est un bâtiment de deux étages en brique rouge, coiffé d'un toit mansardé. L'ensemble situé sur une artère principale, au cœur de l'ancien noyau villageois de la municipalité, et inclut une composante archéologique.
Sixième seigneur de Rivière-du-Loup, Alexandre Fraser (mort en 1837) acquiert le manoir en 1834, et le bâtiment sera habité par ses descendants durant 155 ans. Le manoir est donc étroitement lié au développement socioéconomique de Rivière-du-Loup. La valeur patrimoniale du domaine seigneurial Fraser repose également sur son intérêt architectural. Le manoir, érigé en 1829, a été rénové en 1888. Les travaux sont effectués dans le style néo-Queen Anne, selon les plans commandés à l'architecte Georges-Émile Tanguay (1858-1923). Ayant subi peu de modifications depuis 1888, le manoir constitue le plus important exemple d'architecture résidentielle néo-Queen Anne à Rivière-du-Loup.

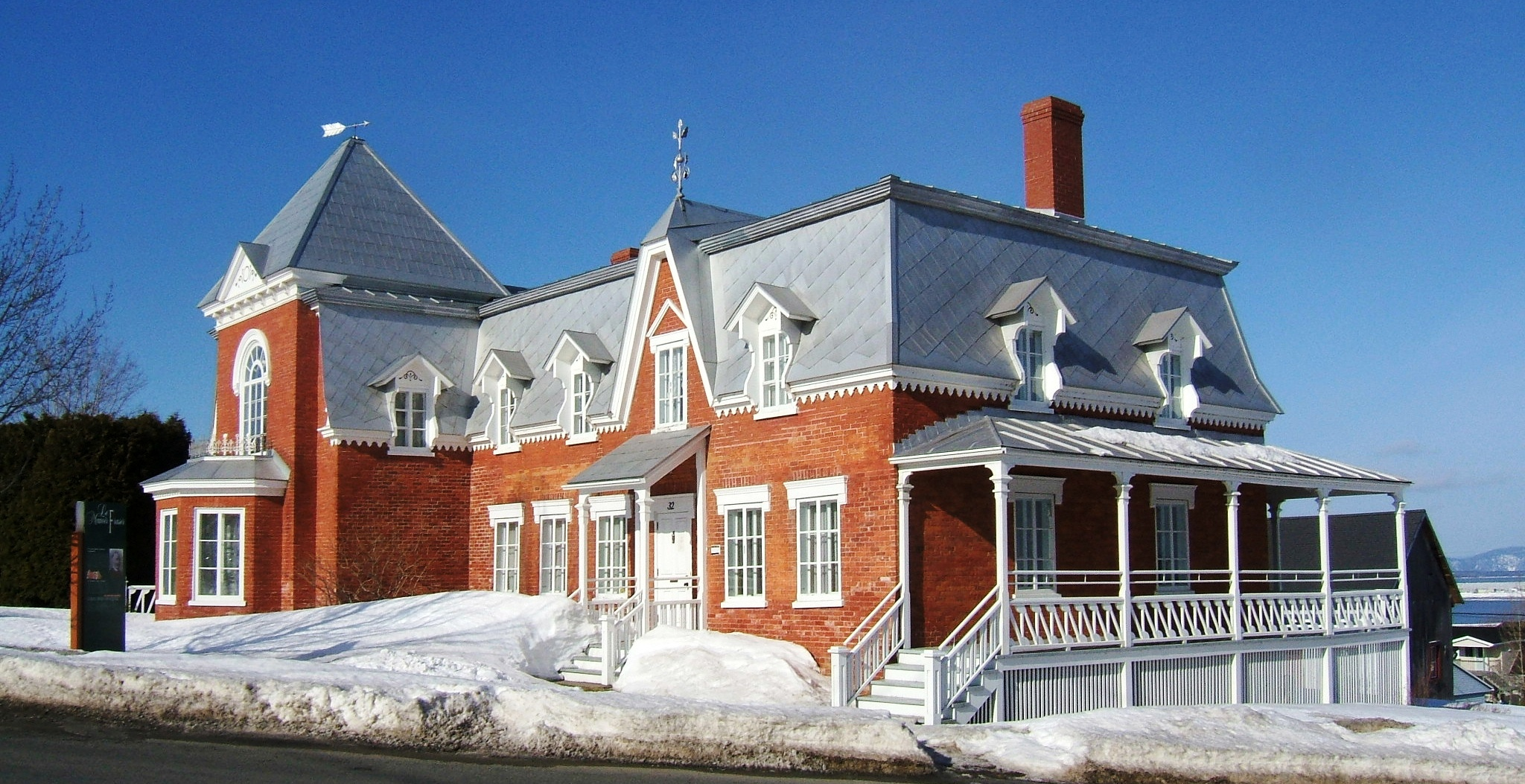
Vue du manoir seigneurial Fraser.

Parmi les bâtiments secondaires, se trouvent une remise et une glacière ainsi que les vestiges d'une étable, qui témoignent de la vie domestique des occupants des manoirs seigneuriaux au XIXe siècle. La glacière, particulièrement grande, illustre l'importance de la glace pour la conservation des denrées à cette époque et son mode d'entreposage en sous-sol.
La valeur patrimoniale du domaine seigneurial Fraser repose enfin sur son intégration harmonieuse à l'environnement. Il témoigne du courant pittoresque répandu au XIXe siècle, selon lequel la maison constitue un élément du paysage au même titre que les jardins. La galerie qui entoure le manoir sur trois côtés et les portes-fenêtres, qui mènent directement du salon au jardin planté de fleurs et d'arbres fruitiers et comprenant un potager, reflètent cette volonté d'intégrer l'architecture à l'environnement. Établi dans la partie supérieure du terrain, le manoir offre, de la galerie, un point de vue admirable sur le fleuve Saint-Laurent et plus particulièrement sur l'Île aux Lièvres.

### L'Église-Saint-Bartholomew

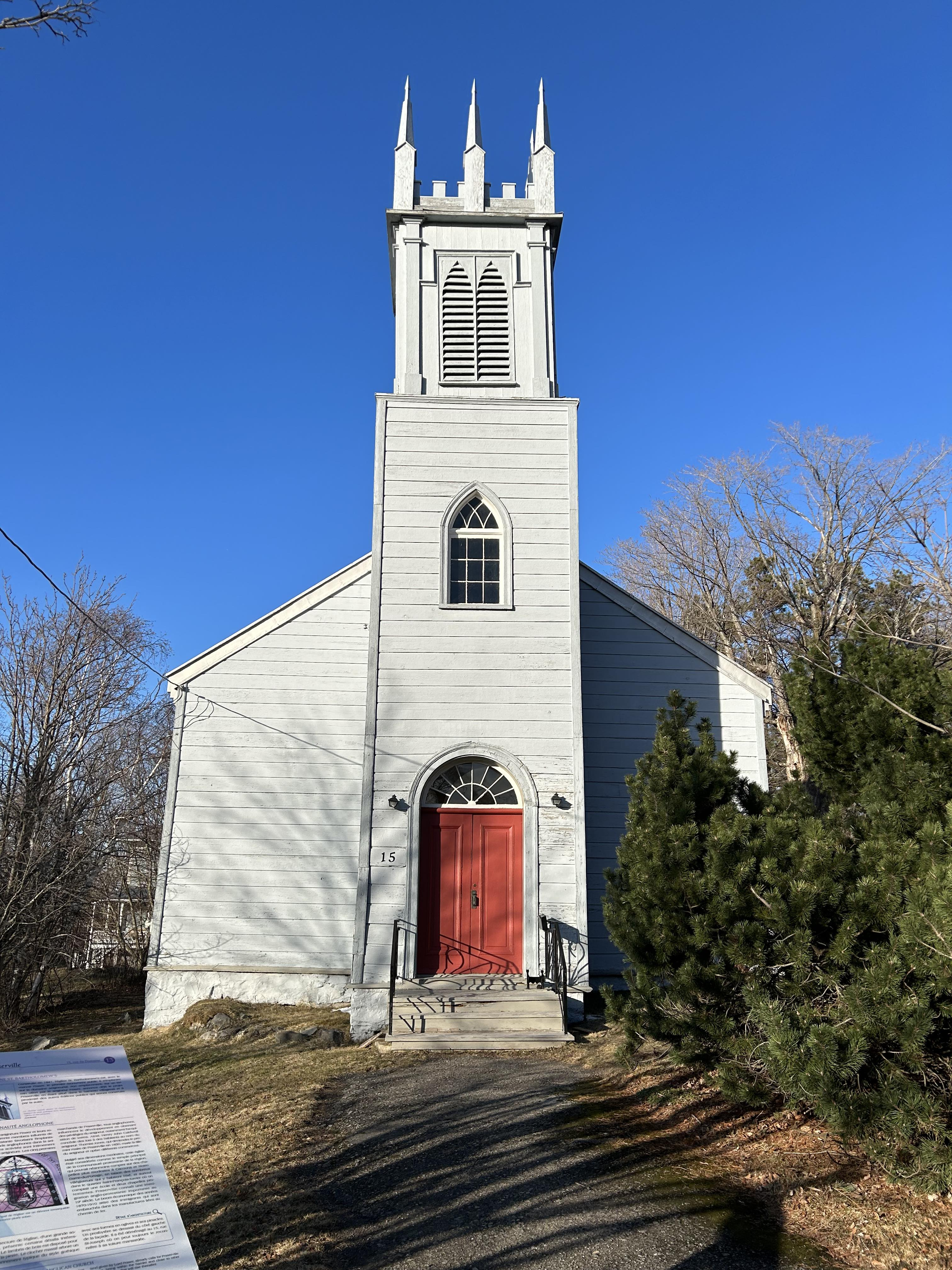
L'église-Saint-Bartholomew (2024)

Site patrimonial depuis 2008, le site de l'Église-Saint-Bartholomew témoigne de la présence et de l'importance de la population anglophone dans le développement de la région. Construite en 1841, la petite église de style néogothique présente un intérêt architecturale et historique important. Son arc brisé, ses proportions basses et la présence d'une tour-clocher surmontée de créneaux et de pinacles représente un important lège architecturale. Malgré la baisse de fréquentation considérable durant vers la moitié du XXe siècle, l'église accueillera plusieurs touristes anglophones dans la région dont le premier ministre John A. MacDonald.

### Secteur du Vieux-Saint-Patrice et Villa Les Rochers
Au milieu des années 1850, plusieurs membres de la haute-bourgeoisie et du monde politique s'installent pour les vacances d'été en bordure de Rivière-du-Loup. Ce secteur, connu aujourd'hui sous le nom de Vieux-Saint-Patrice, est classé comme site patrimonial. Il est situé du côté ouest de la rue Fraser (route 132). Parmi les maisons qui sont construites ou agrandies durant cette période, plusieurs ont une valeur historique ou architecturale :
- la villa Les Rochers est une maison en bois classée lieu historique national du Canada. La partie est a été construite vers 1850 par Benjamin Chouinard[32]. Elle est louée et ensuite achetée par Agnes McDonald, deuxième épouse du premier ministre John A. McDonald. Le couple procède a un agrandissement dans le style second empire vers 1884[32]. Au cours de cette période, les gouverneurs généraux Charles Stanley, Lord Monk, et Frederick Temple Blackwood, Lord Dufferin, louent des résidences voisines et plusieurs figures importantes de l'histoire canadienne fréquentent les lieux[31]. La maison est cédée en 1895 à Thomas Shaughnessy.C'est ce dernier qui lui donne son aspect actuel. Aujourd'hui, elle appartient à un organisme sans but lucratif spécialisé dans la préservation du patrimoine, l'Héritage canadien du Québec[33] qui l'exploite en tant que gîte ;
- Rosecliff a été bâtie dans la seconde moitié du 19e siècle par William C. Meredith[34]. Il s'agit d'une villa d'influence pittoresque. Meredith fait ensuite construire une autre maison encore existante dans le même secteur : Belle Rivière ;
- la maison Molson est due à Kenneth Molson, un important homme d'affaires de Montréal. Il fera construite une ferme modèle, dont certains des bâtiments existent encore, juste en face[34].

### Couvent des sœurs du Bon Pasteur
Le couvent des sœurs du Bon Pasteur a été construit en 1886. Ce bâtiment se retrouve dans le répertoire du patrimoine culturel du Québec. Aujourd'hui, l'immeuble accueille la bibliothèque Françoise-Bédard depuis les années 1980.

### Édifice de la Banque de Montréal
L'édifice de la Banque de Montréal, reconnu monument historique provincial, est un bâtiment en pierre de plan rectangulaire, de deux étages. Il est coiffé d'un toit à quatre versants aux combles habitables. L'immeuble, construit vers 1908, est situé sur la rue Lafontaine, l'artère commerciale principale de la ville.

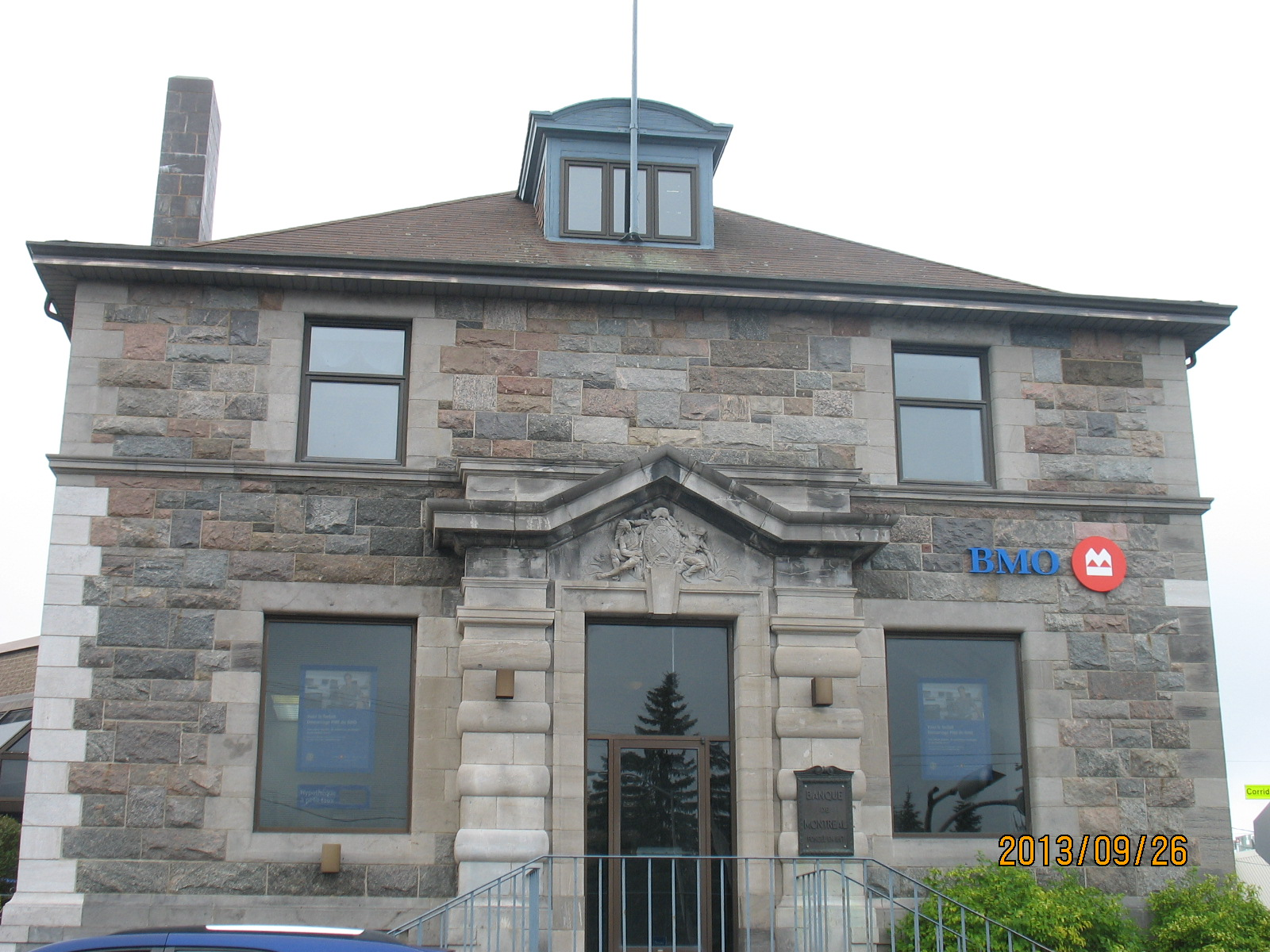
L'édifice de la Banque de Montréal à Rivière-du-Loup.

La valeur patrimoniale de l'édifice de la Banque de Montréal repose sur sa rareté. Il demeure le seul édifice bancaire antérieur à 1930 à avoir conservé son usage original sur le territoire compris entre Montmagny et Matane. Les autres ont été démolis ou ont changé de vocation.
La valeur patrimoniale de l'édifice de la Banque de Montréal repose également sur sa représentativité. Il illustre le caractère monumental conféré aux édifices bancaires au début du XXe siècle. Ils sont conçus de manière à évoquer la force, la sécurité, la solidité et le prestige de l'institution et à inspirer confiance par l'utilisation d'un langage architectural classique et par la noblesse de leurs matériaux.

### Le château de Noël
Le château de Noël est un haut lieu touristique de Rivière-du-loup[réf. nécessaire]. Ce château historique du  XXIe siècle représente la volonté des citoyennes et citoyens de la ville de renouer avec l'esprit de Noël. Un incendie eut lieu au château de Noël le 16 septembre 2015.

### Hôtel de ville

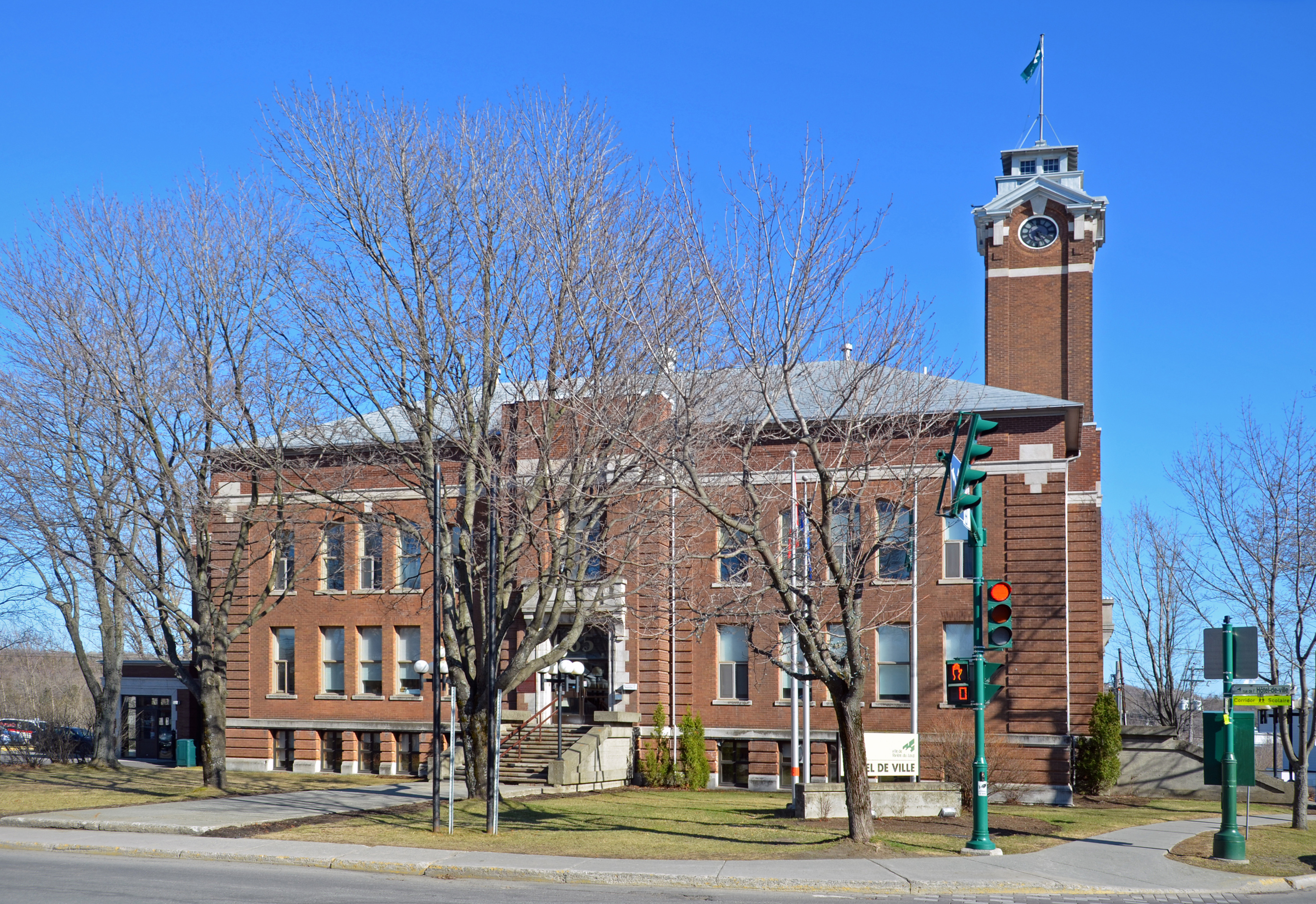
L'hôtel de ville

Construit sur les anciennes fondations du Marché public incendié en 1910, l'hôtel de ville est conçu par l'ingénieur civil Georges Ouimet dans une volonté de modernité. Le beffroi et son horloge sont inédits pour l'époque et furent ajoutés au projet initial. La Commission des lieux et monuments historiques du Canada l'a désigné lieu historique national en 1984.

### Musée du Bas-Saint-Laurent
Le Musée du Bas-Saint-Laurent, inauguré en 1975, est un centre d'animation et de diffusion culturelles. Il s'intéresse principalement à la photographie ethnologique et à l'art contemporain.

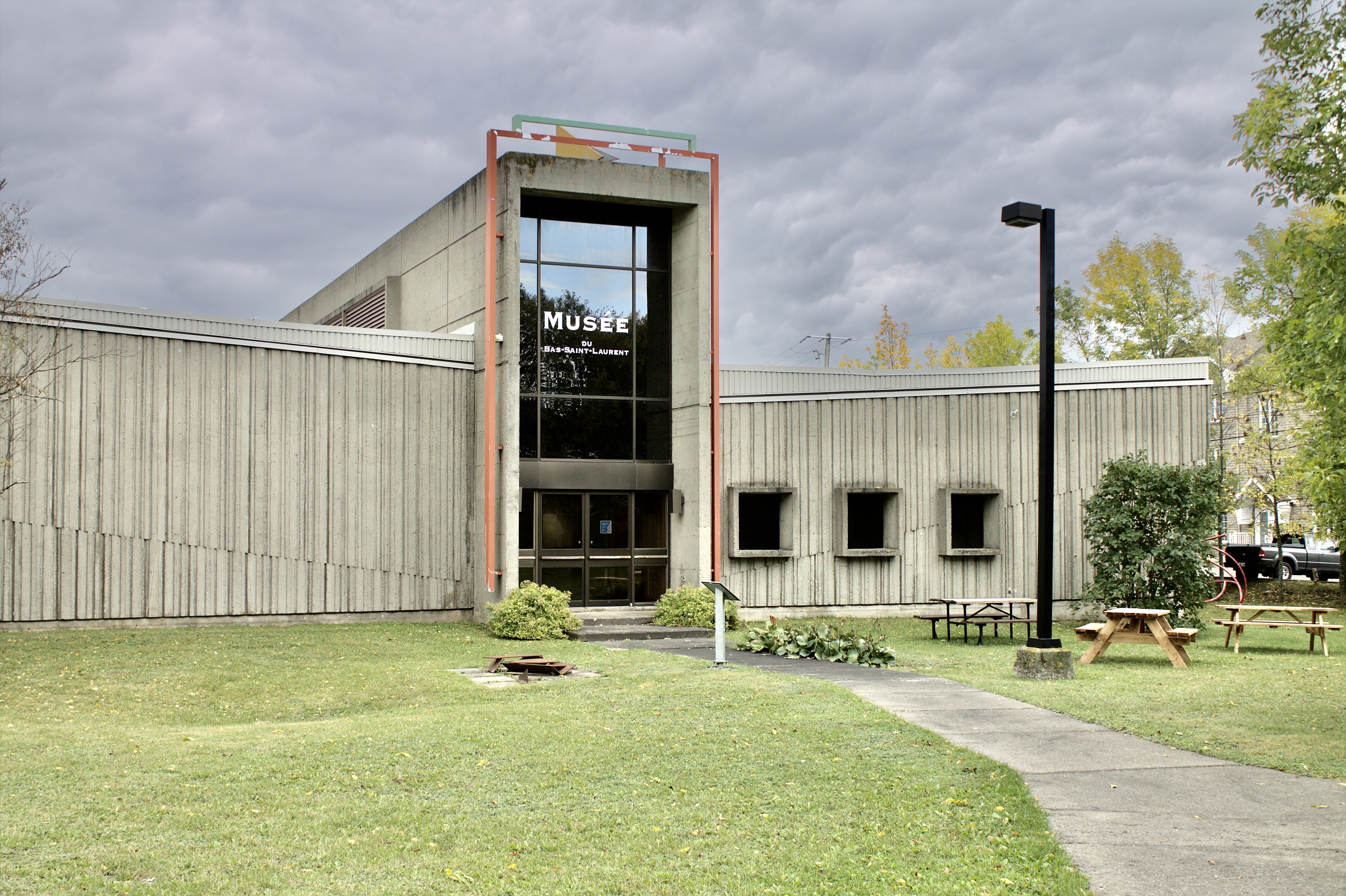
Face nord du Musée du Bas-Saint-Laurent en 2021.

Connu pour la première fois sous le titre de Musée d'archéologie de l'Est du Québec en 1975, il change trois ans plus tard pour l'appellation de Centre d'animation et de diffusion culturelles du Bas-St-Laurent. Enfin, le nom aujourd'hui connu de Musée du Bas-Saint-Laurent est retenu en 2006.

## Médias
La ville de Rivière-du-Loup est l'une des villes au Québec où l'on retrouve le plus de médias par rapport au nombre d'habitants. La compagnie Télé Inter-Rives de Rivière-du-Loup possède trois stations locales, toutes liées à une chaîne provinciale ou nationale.
- CKRT 7.1 (Radio-Canada)
- CIMT 9.1 ( TVA)
- CFTF 29.1 (Noovo)

Le Groupe Radio Simard possède quant à lui deux stations de radio.
- CIEL-FM 103,7
- CIBM-FM 107,1

Deux journaux hebdomadaires sont distribués dans la ville et ailleurs dans la région.
- Info Dimanche
- Le Saint-Laurent Portage (Quebecor Media) (Fermé le 3 septembre 2014, après plus de 119 ans d'existence[42].)

Depuis 2005, un magazine destiné à l'actualité économique qui paraît 6 fois l'an.
- Le magazine Vitalité économique[43],[44] édité depuis 2005, qui constitue un périodique numérique et papier destiné à un lectorat d'affaires couvrant les MRC du Kamouraska, Rivière-du-Loup, Témiscouata et les Basques.

## Société
Rivière-du-Loup compte, parmi les événements annuels qui s'y déroulent, le Bière Fest.

### Sports
Rivière-du-Loup a accueilli les Jeux du Québec durant l'été 1971 et les Jeux Canadiens de la francophonie en 2002. Les Albatros du Collège Notre-Dame de la ligue Midget AAA du Québec et les 3L de Rivière-du-Loup de la LNAH sont des clubs de hockey locaux à Rivière-du-Loup. Rivière-du-Loup a aussi une équipe de la Ligue de Baseball Sénior Puribec du Bas St-Laurent, soit le CIEL FM de Rivière-du-Loup qui ont une très grande rivalité avec le FM 107 de Trois-Pistoles. Le Club de patinage de vitesse de Rivière-du-Loup (Les Loupiots) a été fondé en 1971. Tout au long de ces années, plusieurs athlètes se sont illustrés, que ce soit lors de compétitions régionales, provinciales, canadiennes, nord-américaines ou internationales. Un large éventail d'événements, allant notamment de la compétition régionale au championnat canadien, a été présenté par ce club[réf. souhaitée]. Guillaume Bastille, ancien membre du club, a entre autres participé aux Jeux Olympiques d'hiver qui ont été présentés à Vancouver en 2010 où il a remporté une médaille d'or en relais 5 000 m. La nageuse synchronisée Marie-Pier Boudreau Gagnon, ancienne membre du Club de nage synchronisé Les Flamants Roses a remporté deux médailles d'or aux Jeux du Commonwealth en Inde en 2010. Elle a remporté l'or en solo, puis également en duo avec sa coéquipière Chloé Isaac. Depuis 2000, Rivière-du-loup possède une équipe scolaire de football américain. Fondée par Audrey Bouchard et Yvan Thibault, l'équipe des Guerriers de l'École secondaire de Rivière-du-Loup remportera le Bol d'Or en 2012 face à Saint-Félicien par la marque de 32-2.
Les Jeux du Québec reviennent en mars 2023 à Rivière-du-Loup pour la 56e finale. Les jeux ont exceptionnellement été retardés de deux ans à cause des restrictions de la pandémie de la COVID-19. Près de 3 300 jeunes athlètes ont représenté 19 régions du Québec et quelque 2 120 personnes ont été bénévoles lors de l'événement.

#### Tour de la Pointe
Le Tour de la Pointe est un épreuve de course à pied à Rivière-du-Loup. Tous les parcours empruntent, sous la formule aller-retour, la piste cyclable et la rue MacKay en bordure du fleuve Saint-Laurent: parcours généralement plat agrémenté de petits vallons, d'un panorama bas-laurentien et de maisons typiques. Les parcours sont mesurés et certifiés par la Fédération québécoise d'athlétisme.
En 2019, l'organisation ajoute le Défi Tête d'Indien à sa programmation. En revanche, l'événement devant se dérouler en 2020 a été annulé en raison de la pandémie de COVID-19.
| Années | 1er                                 | 2e                                  | 3e                                |
| ------ | ----------------------------------- | ----------------------------------- | --------------------------------- |
| 2006   | Alexandro Allison - 12 min 40 s     | Keven Deschenes - 13 min 05 s       | Benjamin Lebel - 13 min 52 s      |
| 2007   | William Langlais - 11 min 31 s      | Gabriel Fortin - 11 min 48 s        | Alexandro Allison - 12 min 09 s   |
| 2013   | Félix Gagné - 12 min 00 s           | Félix Antoine-Belzile - 12 min 12 s | Xavier Pettigrew - 12 min 27 s    |
| 2014   | Félix Antoine-Belzile - 11 min 41 s | Alexandre Lebel - 12 min 13 s       | Cédrick Champagne - 12 min 13 s   |
| 2015   | Nathan Soucy - 10 min 52 s          | Marc-Olivier Charest - 10 min 54 s  | Nathan Ouellet - 11 min 25 s      |
| 2016   | Samuel Fournier - 11 min 03 s       | Nathan Ouellet - 11 min 09 s        | Pier-Olivier Lebrun - 11 min 20 s |
| 2017   | Alexis Fournier - 10 min 28 s       | Nathan Ouellet - 10 min 44 s        | Jean-Thomas Dumont - 11 min 04 s  |
| 2018   | Abdellah Flilou - 10 min 53 s       | Benjamin Ouellet - 10 min 56 s      | William Plourde - 12 min 01 s     |
| 2019   | Benjamin Ouellet - 10 min 33 s      | Lou Dumont - 11 min 46 s            | Matis Rousseau - 12 min 04 s      |
| 2023   | Manuel Rousseau - 10 min 16 s       | Louis April - 10 min 38 s           | Guillaume Miousse - 11 min 07 s   |

| Années | 1er                              | 2e                                       | 3e                                        |
| ------ | -------------------------------- | ---------------------------------------- | ----------------------------------------- |
| 2006   | Benoit Lebeau - 17 min 55 s      | Jean-François Gosselin - 18 min 06 s     | Geneviève Shurtleff (Femme) - 20 min 11 s |
| 2007   | David Rioux - 21 min 04 s        | Romain Dumont - 23 min 30 s              | Stéphanie Morin (Femme) - 23 min 30 s     |
| 2008   | William Langlais - 19 min 18 s   | Jimmy Desrosiers - 19 min 21 s           | Alexandro Allison - 20 min 38 s           |
| 2009   | Jimmy Desrosiers - 17 min 53 s   | René Cyr - 17 min 58 s                   | Greg Sawyer - 18 min 00 s                 |
| 2010   | Daniel Lepage - 18 min 12 s      | Gelix Vachon - 19 min 52 s               | Alexandre Laflamme - 20 min 10 s          |
| 2011   | Justin Roy - 17 min 44 s         | Connor Price - 17 min 45 s               | Daniel Lepage - 18 min 26 s               |
| 2012   | François Marchand - 15 min 55 s  | Jean-François Gosselin - 16 min 03 s     | Guillaume Charest - 17 min 03 s           |
| 2013   | Patrice Hamelin - 15 min 49 s    | Dave Levesque - 17 min 08 s              | Rémi Pouliot - 17 min 30 s                |
| 2014   | Dave Roy - 18 min 09 s           | Alexandre Gaudreau - 18 min 24 s         | Roger Levesque - 18 min 25 s              |
| 2015   | Dave Roy - 17 min 31 s           | Rémi Pouliot - 17 min 34 s               | Mathieu Rivard - 18 min 04 s              |
| 2016   | Greg Sawyer - 16 min 30 s        | Jean-François Lapierre - 16 min 54 s     | Dave Roy - 17 min 40 s                    |
| 2017   | Dave Roy - 17 min 44 s           | Alexandre Gaudreau - 18 min 26 s         | Mathieu Rivard - 18 min 43 s              |
| 2018   | Greg Sawyer - 17 min 11 s        | Andrée-Anne Dumont (Femme) - 17 min 55 s | Philippe Litalien - 18 min 07 s           |
| 2019   | Alexandre Turcotte - 17 min 21 s | Julien April - 17 min 22 s               | Andrée-Anne Dumont (Femme) - 17 min 32 s  |
| 2023   | Matis Rousseau - 17 min 08 s     | Louis April - 17 min 20 s                | Guillaume Bertrand - 17 min 20 s          |

| Années | 1er                                  | 2e                                      | 3e                                   |
| ------ | ------------------------------------ | --------------------------------------- | ------------------------------------ |
| 2006   | Kaven Despres - 35 min 21 s          | Emmanuel Joncas - 35 min 33 s           | Denis Lavoie - 36 min 59 s           |
| 2007   | Robert Logue - 35 min 53 s           | Jean-François Gosselin - 38 min 42 s    | Denis Talbot - 39 min 33 s           |
| 2008   | Simon-Pierre Landry - 32 min 42 s    | Daniel Paradis - 33 min 03 s            | Emmanuel Joncas - 34 min 58 s        |
| 2009   | Daniel Paradis - 33 min 50 s         | James Poulin-Cadovious - 33 min 44 s    | Jean-François Gosselin - 35 min 20 s |
| 2010   | Justin Roy - 36 min 12 s             | Jean-François Gosselin - 36 min 41 s    | Denis Lavoie - 37 min 04 s           |
| 2011   | Jean-François Gosselin - 33 min 41 s | Joël Desgreniers - 35 min 08 s          | David Rioux - 36 min 02 s            |
| 2012   | Jonathan Coude - 36 min 24 s         | Greg Sawyer - 36 min 40 s               | Denis Lavoie - 36 min 44 s           |
| 2013   | Patrice Hamelin - 32 min 30 s        | Patrick Rouleau - 35 min 09 s           | Greg Sawyer - 36 min 08 s            |
| 2014   | Greg Sawyer - 35 min 23 s            | Rémi Pouliot - 36 min 17 s              | Jean-François Gosselin - 36 min 17 s |
| 2015   | Greg Sawyer - 33 min 58 s            | Jérémie Desgagné-Bouchard - 34 min 41 s | Evan Arsenault - 35 min 41 s         |
| 2016   | Greg Sawyer - 35 min 37 s            | Jason Bélanger - 39 min 20 s            | Adrienne Gomes - 39 min 20 s         |
| 2017   | Baptise Encrenaz - 37 min 40 s       | Jean-François Dionne - 38 min 02 s      | Julien Chenard - 38 min 59 s         |
| 2018   | Greg Sawyer - 36 min 09 s            | Mathieu Rivard - 38 min 49 s            | Julien Chenard - 39 min 15 s         |
| 2019   | Jean-François Fontaine - 36 min 25 s | Nathanael Beaulieu - 37 min 06 s        | Jean-François Dionne - 37 min 35 s   |
| 2023   | Nicolas Paradis - 32 min 18 s        | André-Luc Ouellet - 34 min 51 s         | Olivier Leboeuf - 35 min 58 s        |

### Personnalités

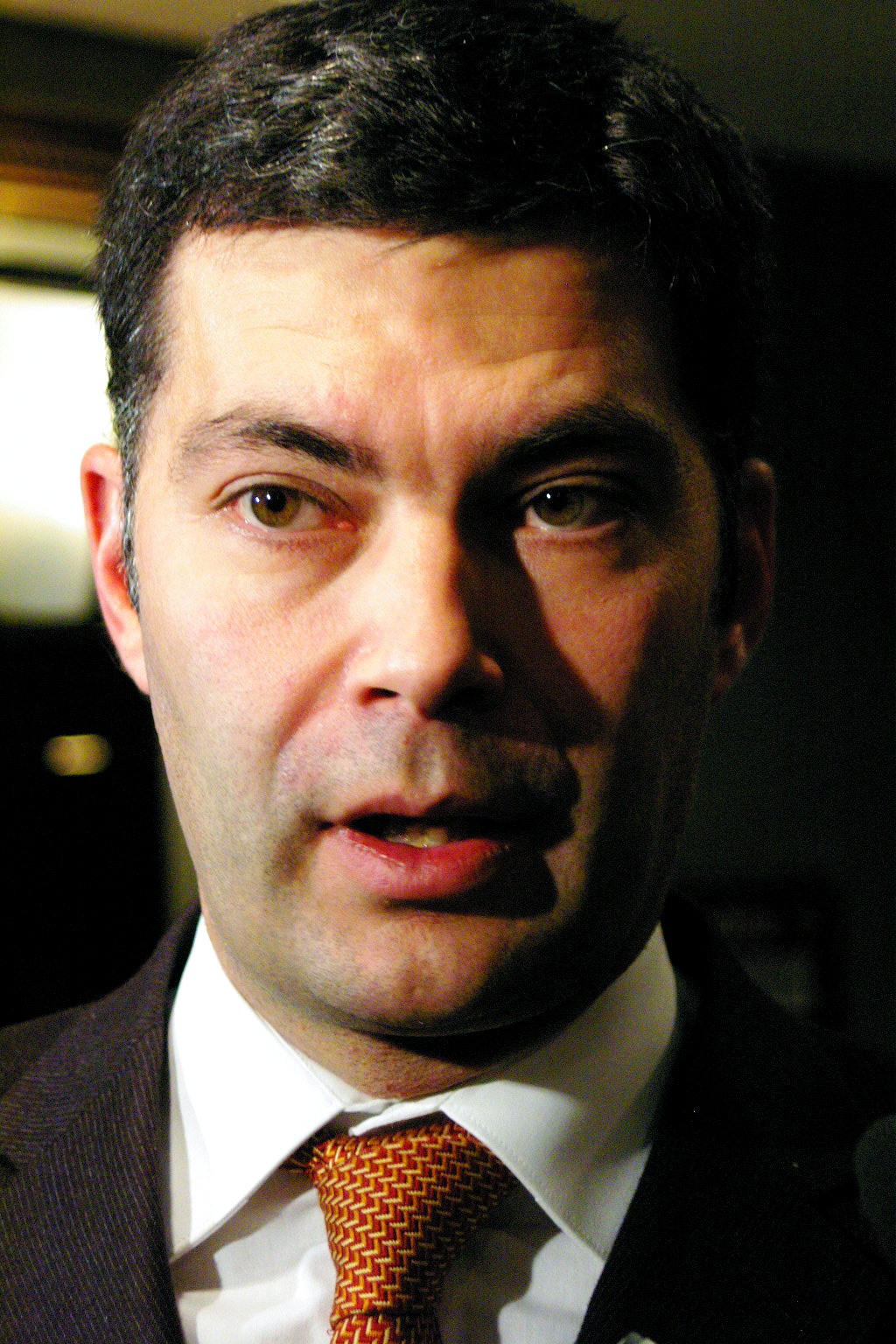
Mario Dumont

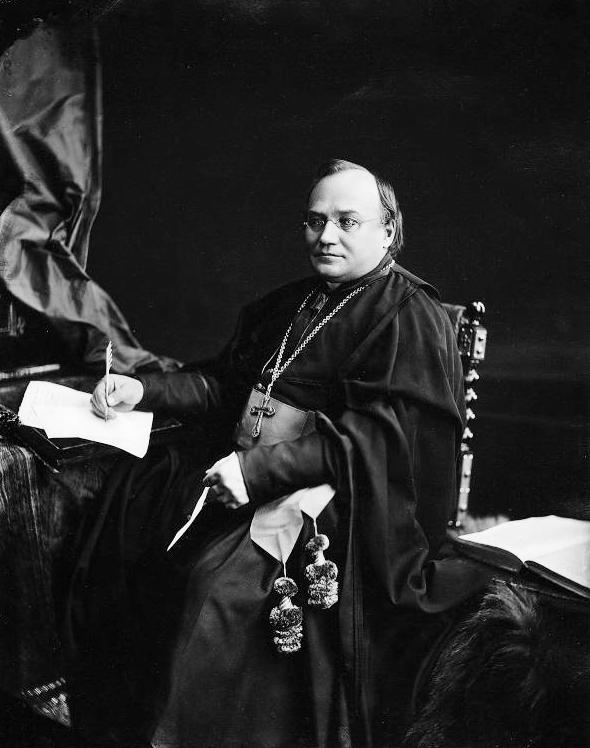
Mgr Alexandre-Antonin Taché

- Danielle April (1949-), artiste canadienne née à Rivière-du-Loup.
- Guillaume Bastille, médaillé olympique en patinage de vitesse.
- Marie-Pier Boudreau Gagnon, athlète en nage synchronisée.
- Joseph Bourret, troisième, puis sixième (deuxième mandat) maire de Montréal.
- Léon Casgrain, avocat et homme politique, il est le premier représentant de la région à avoir été ministre et également le premier à avoir été nommé procureur général.
- Nicolas Dickner, écrivain.
- Louis-Auguste Dugal, homme politique.
- Mario Dumont, ex-chef de l'ADQ et animateur.
- Raymond Goulet, danseur et auteur du premier roman trans québécois[53].
- Valérie Hould-Marchand, médaillée olympique.
- Hugues Lapointe, lieutenant-gouverneur du Québec.
- Léo Lavoie, de la Banque provinciale du Canada.
- Thérèse Lavoie-Roux, sénatrice nommée par le gouvernement Mulroney.
- Roger Lebel, acteur.
- Dominic Lévesque, avocat et père de l'homme politique René Lévesque.
- Sir John Macdonald, premier chef du gouvernement canadien sous la Confédération, il est résidant saisonnier.
- Dr David McLoughlin (1786-1870), frère de John, médecin à la cour de Louis-Philippe Ier, roi des Français.
- John McLoughlin, considéré comme le «père de l'Oregon».
- Georges Pelletier, deuxième directeur du quotidien Le Devoir.
- Phillippe-Auguste Piuze, Colonel d'armée.
- Maurice Arthur Pope, chef de mission de l'armée canadienne et ambassadeur canadien à l'étranger.
- Jean-François Pouliot, politicien et sénateur, il élabora le Code municipal et participa comme officier spécial pour la révision du Code civil du Québec.
- Garon Pratte, Doyen de la Faculté de droit de l'Université Laval et juge de la Cour d'appel du Québec. Il a rédigé la Loi sur les accidents de travail (instituant la commission des accidents de travail) et participé à la révision du code de procédure du Québec. Son fils, Yves Pratte, est un ancien juge de la Cour Suprême du Canada.
- Charles-Adolphe Stein, avocat et homme politique de 1912 à 1922, il est le père de Charles Stein, fondateur du renommé bureau d'avocats Stein Monast à Québec (ville).
- Mgr Alexandre-Antonin Taché.
- Ferdinand Vandry, Recteur de l'Université Laval à Québec (ville) et vicaire général de l'archevêché de Québec.
- Maripier Morin, mannequin, animatrice télé, chroniqueuse télé[54]

## Galerie photos

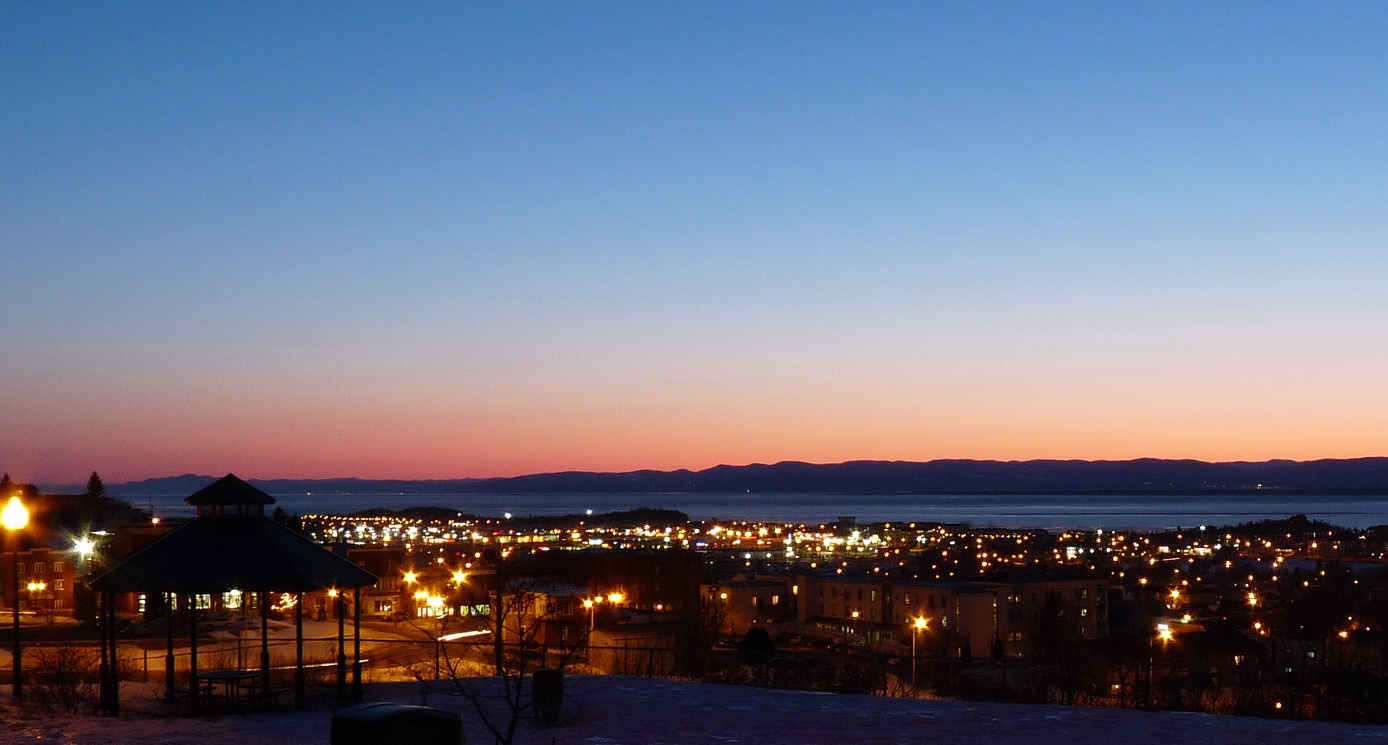
Vue de la ville à partir du parc de la Croix.
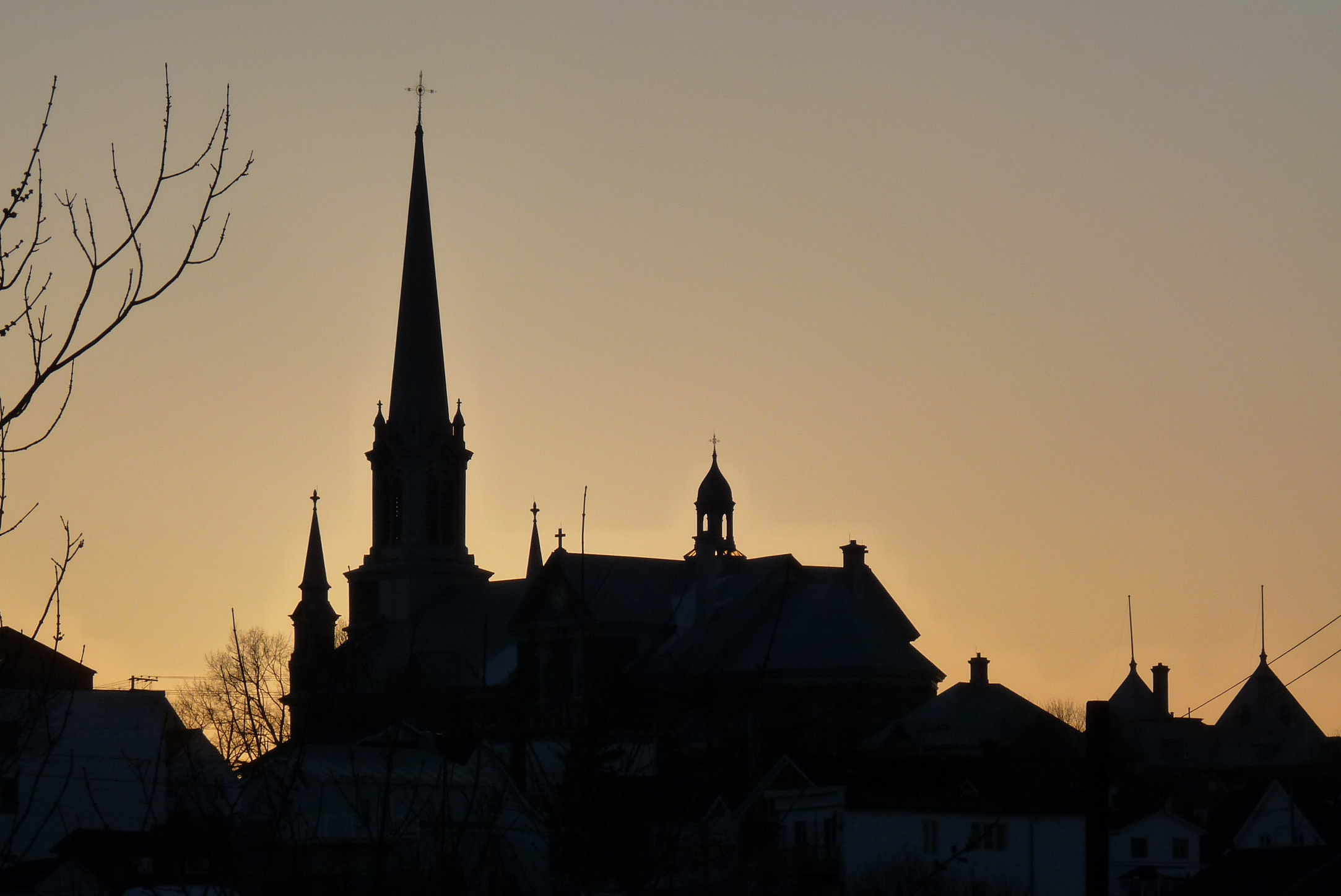
L'Église de la paroisse Saint-François.
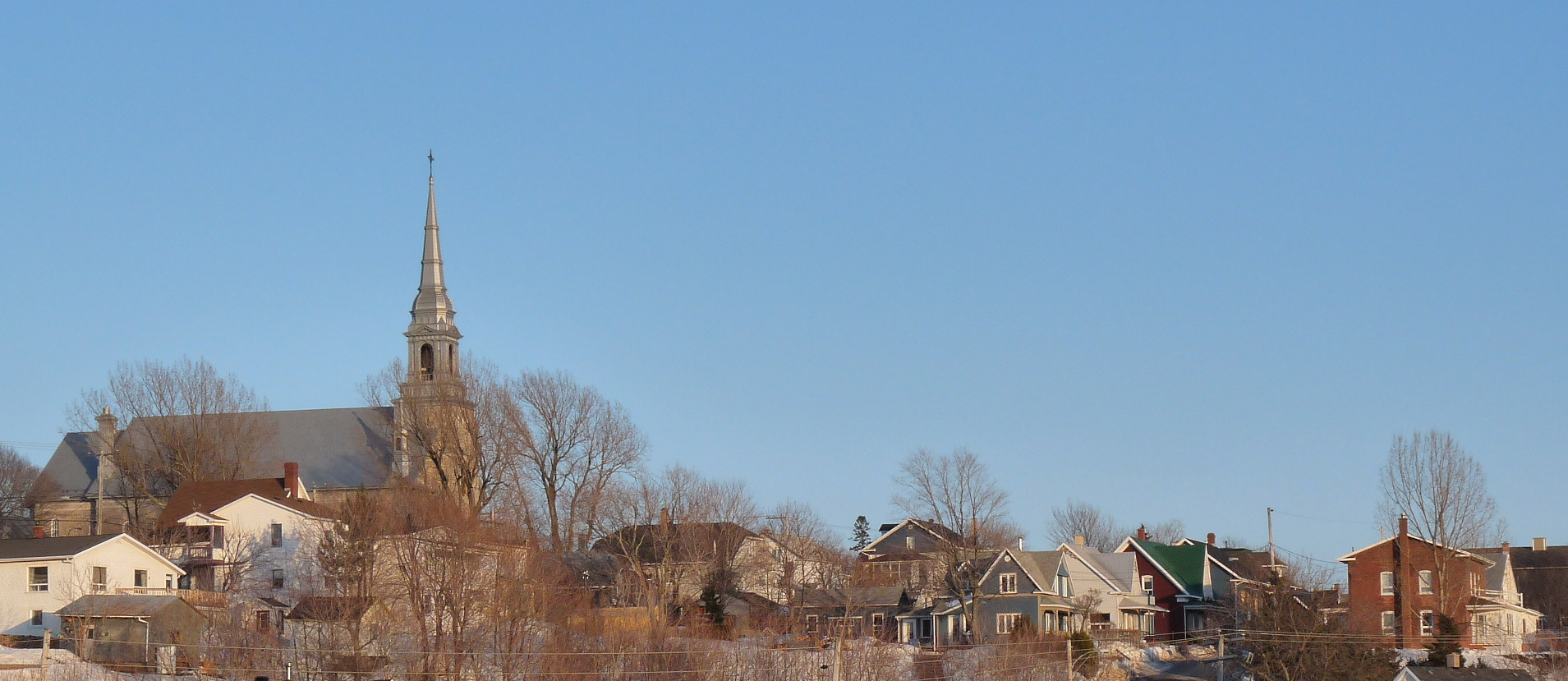
Aperçu du quartier Saint-Ludger.
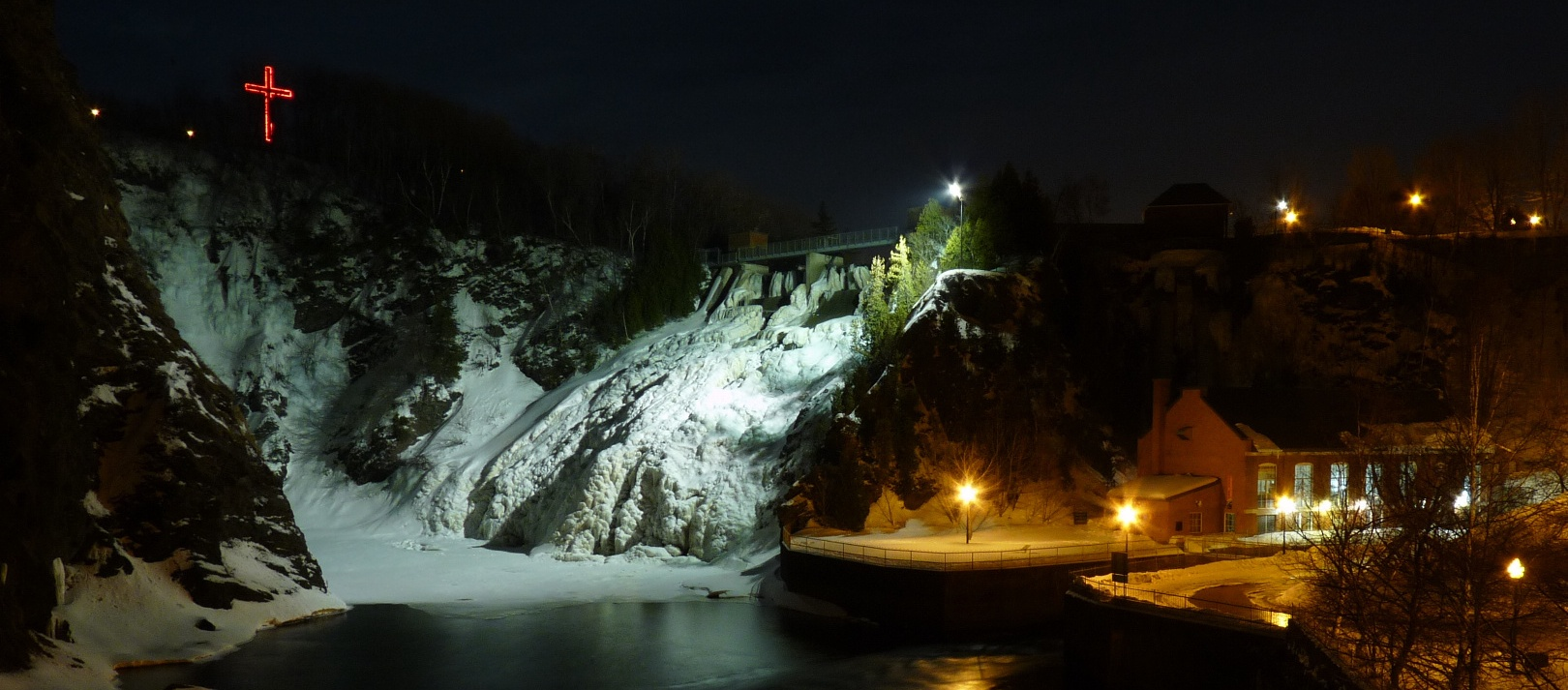
Le parc des Chutes au centre-ville.
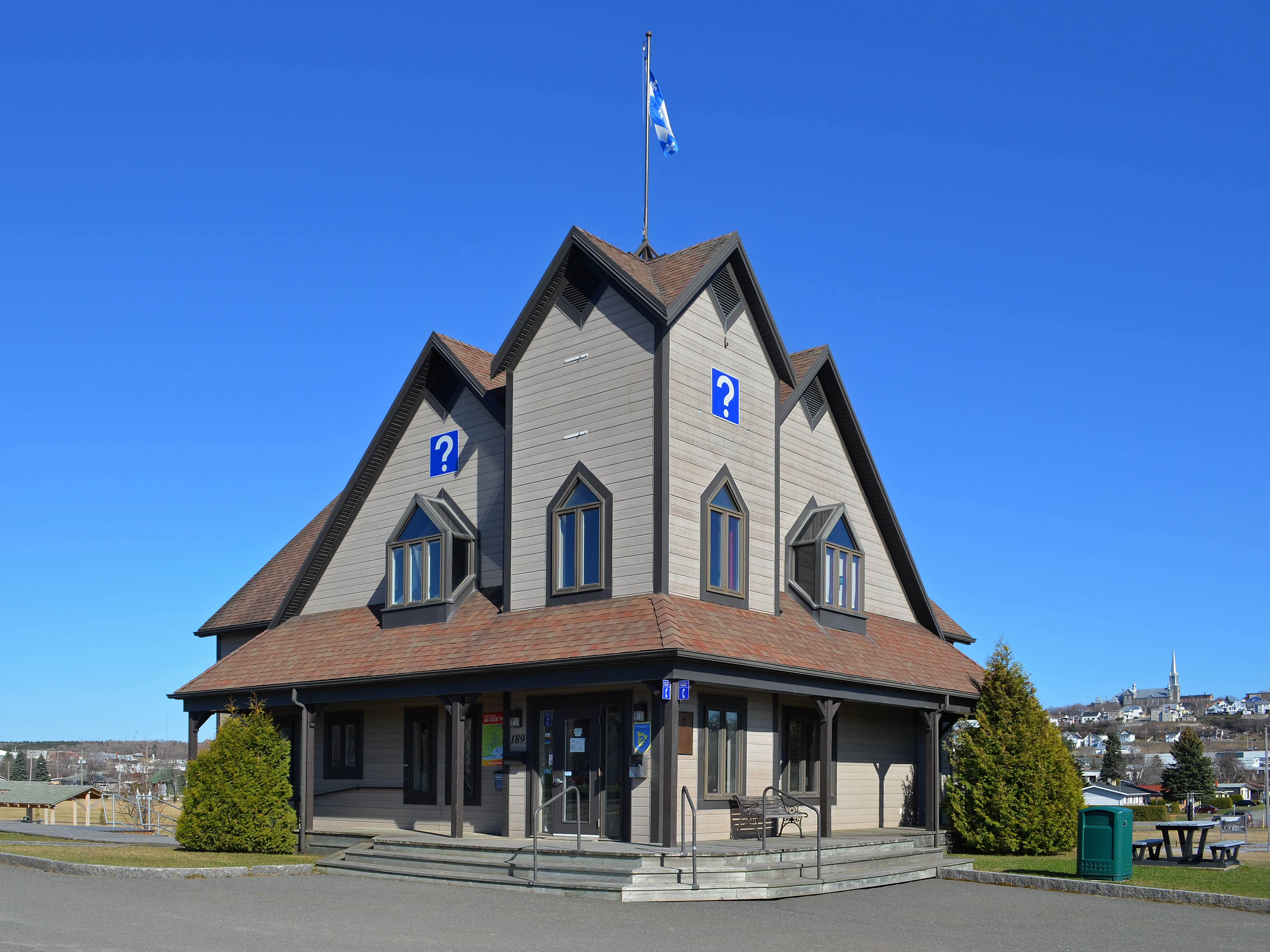
La Maison du tourisme.
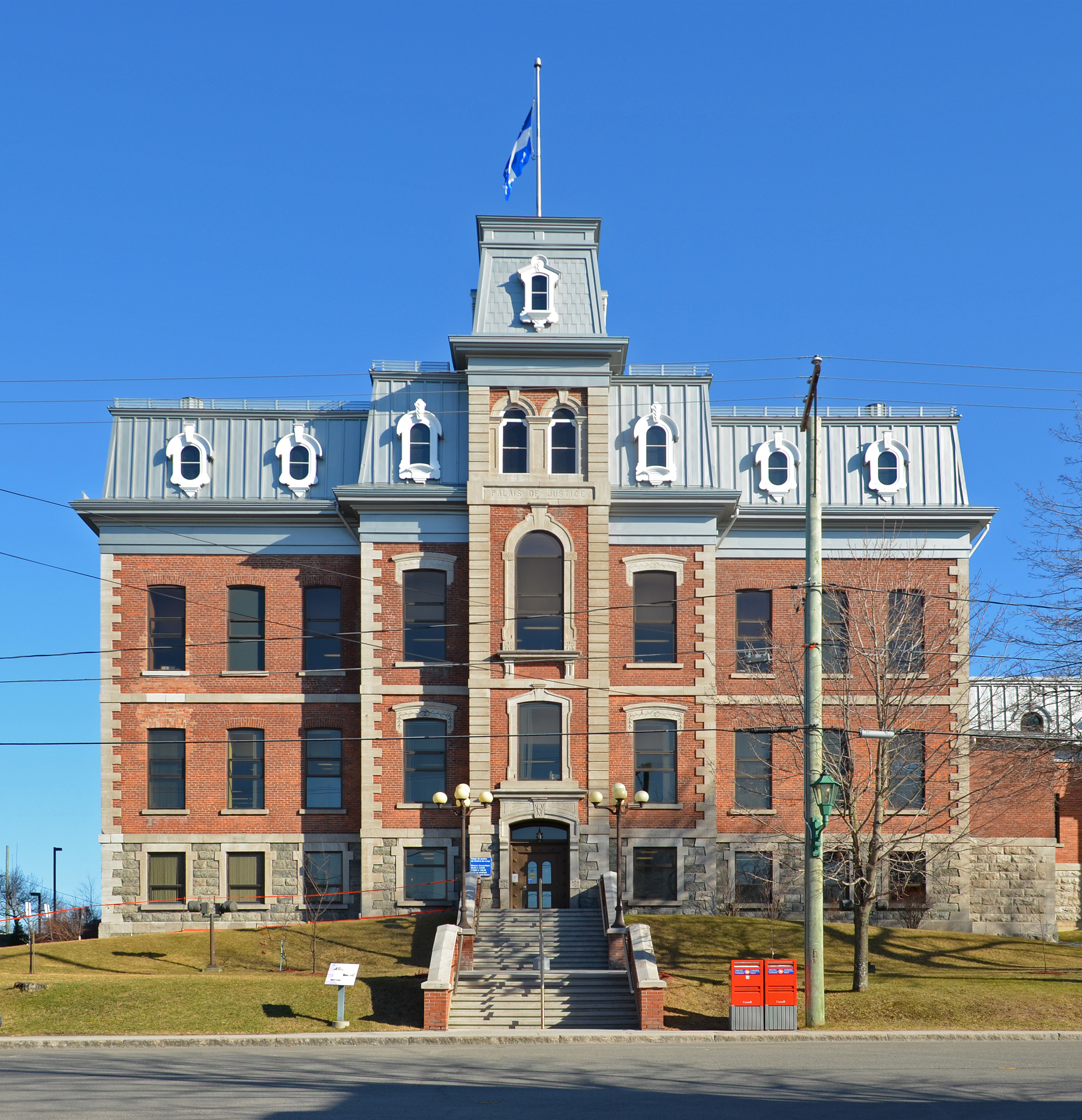
Le palais de justice.
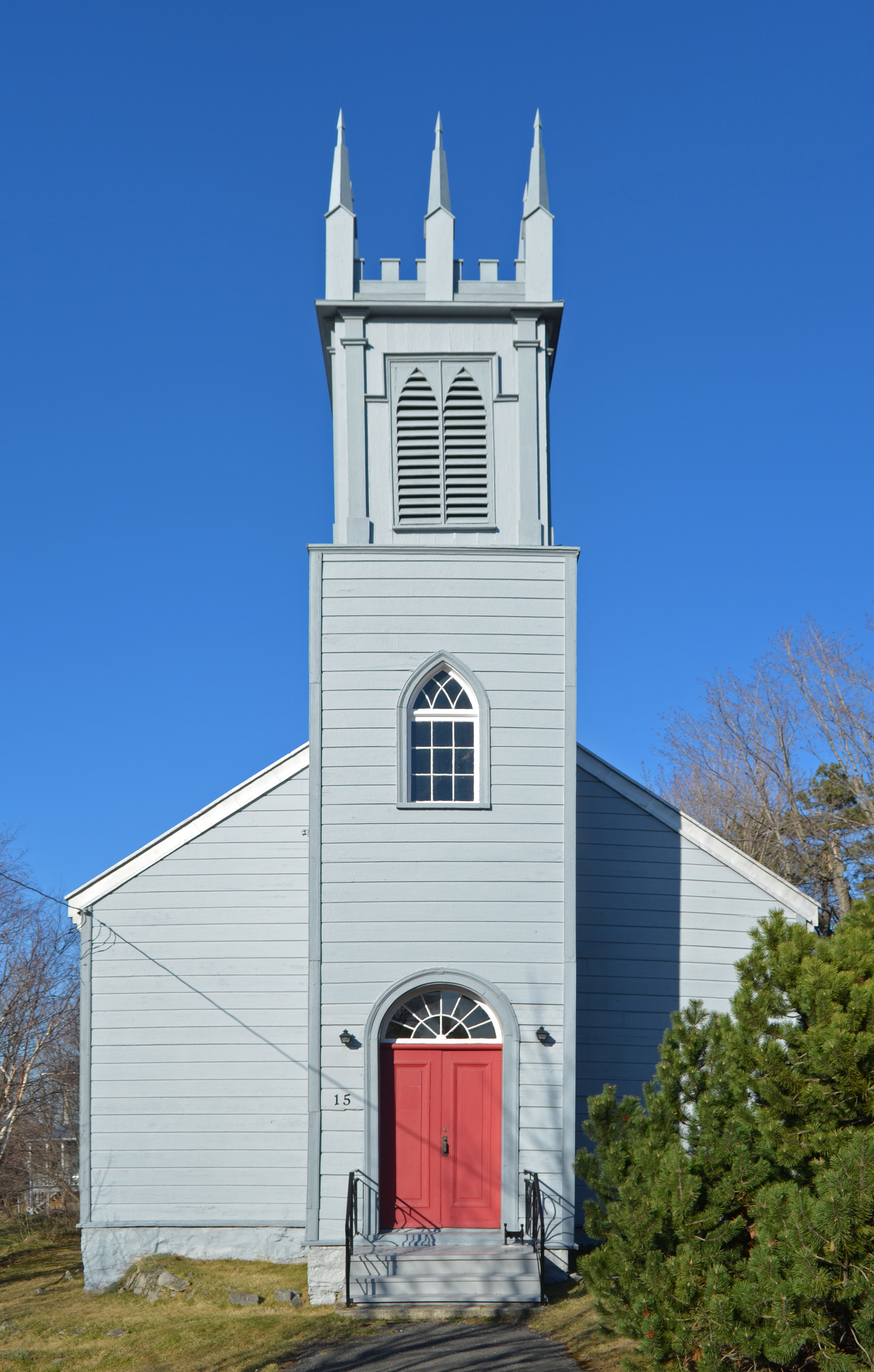
L'Église anglicane Saint-Bartholomew.
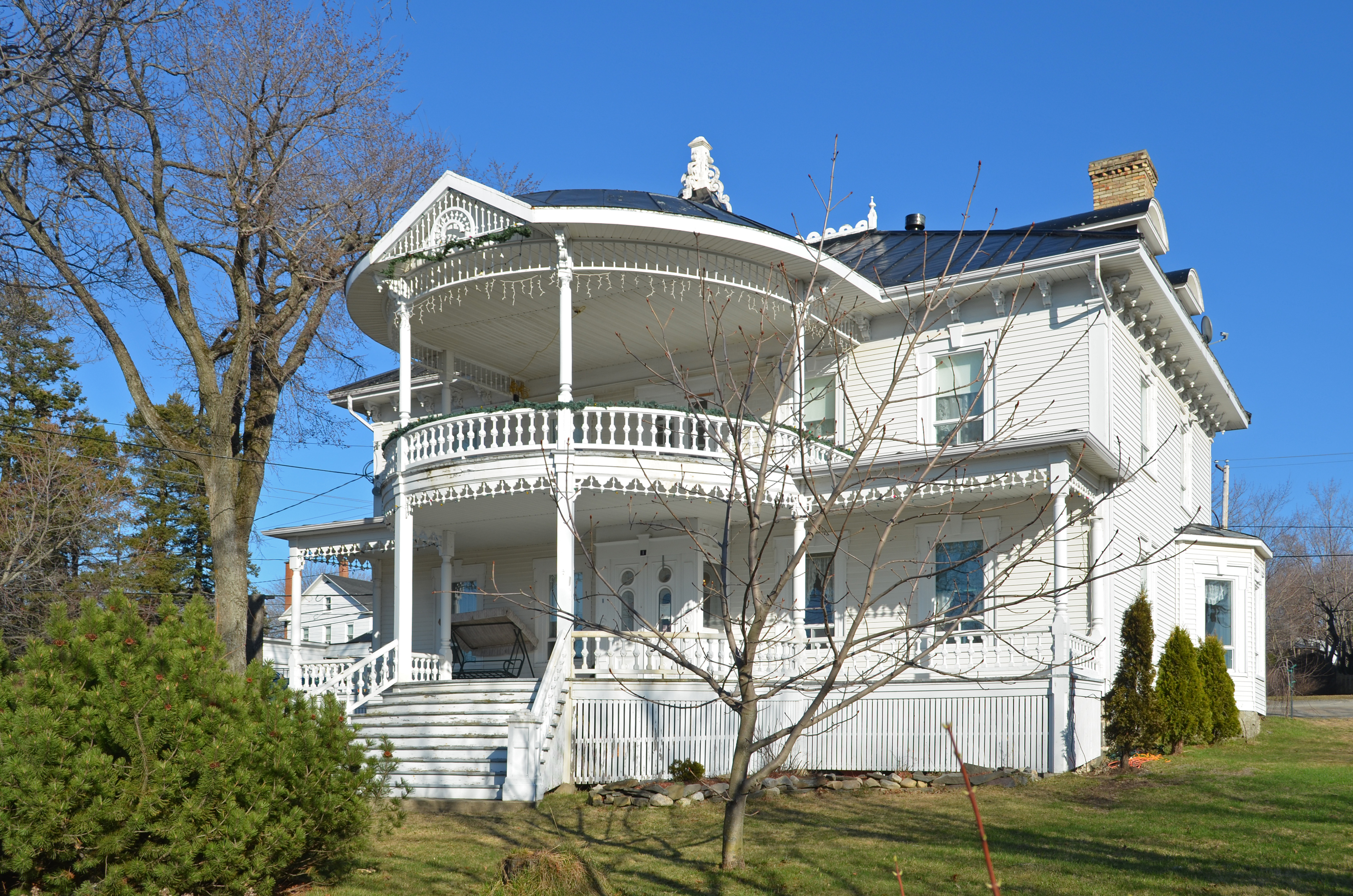
La Maison Louis-Philippe-Lizotte (ancien consulat américain).
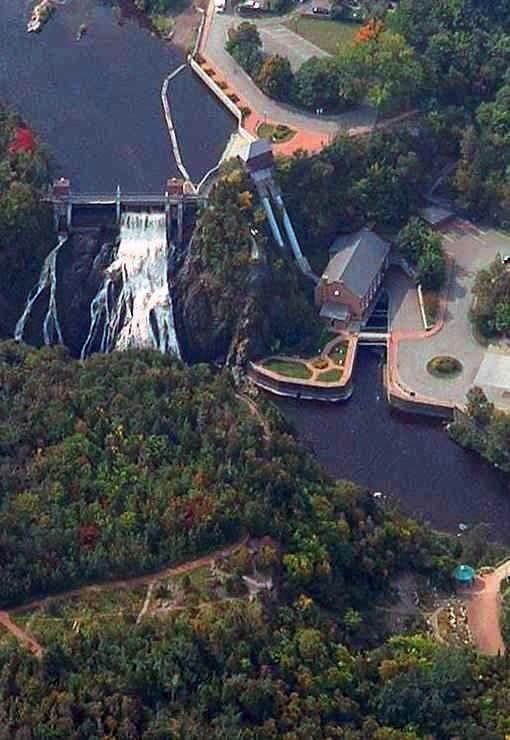
Vue aérienne du parc des chutes à Rivière-du-Loup.
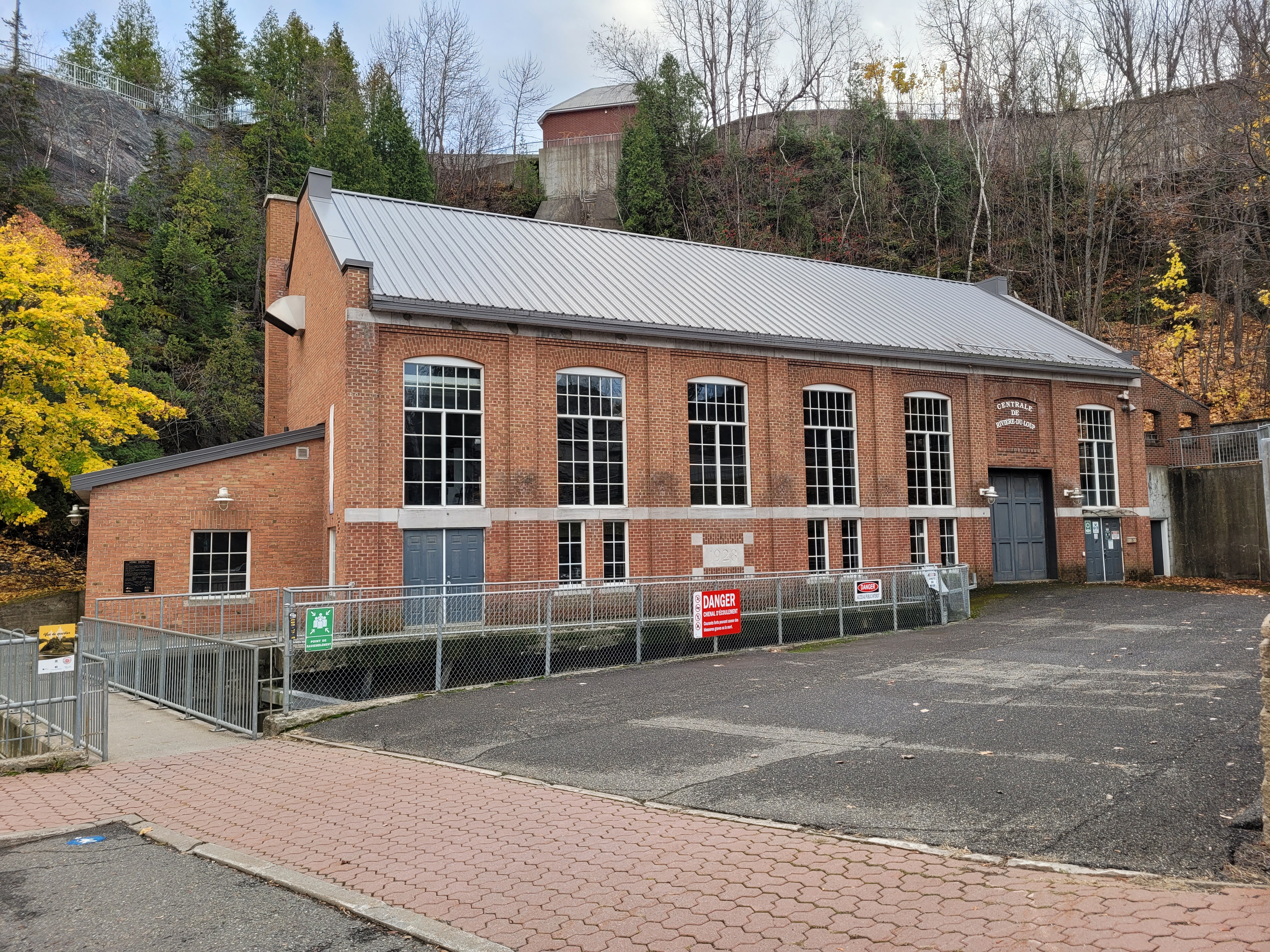
Le bâtiment de la centrale de Rivière-du-Loup en 2024.
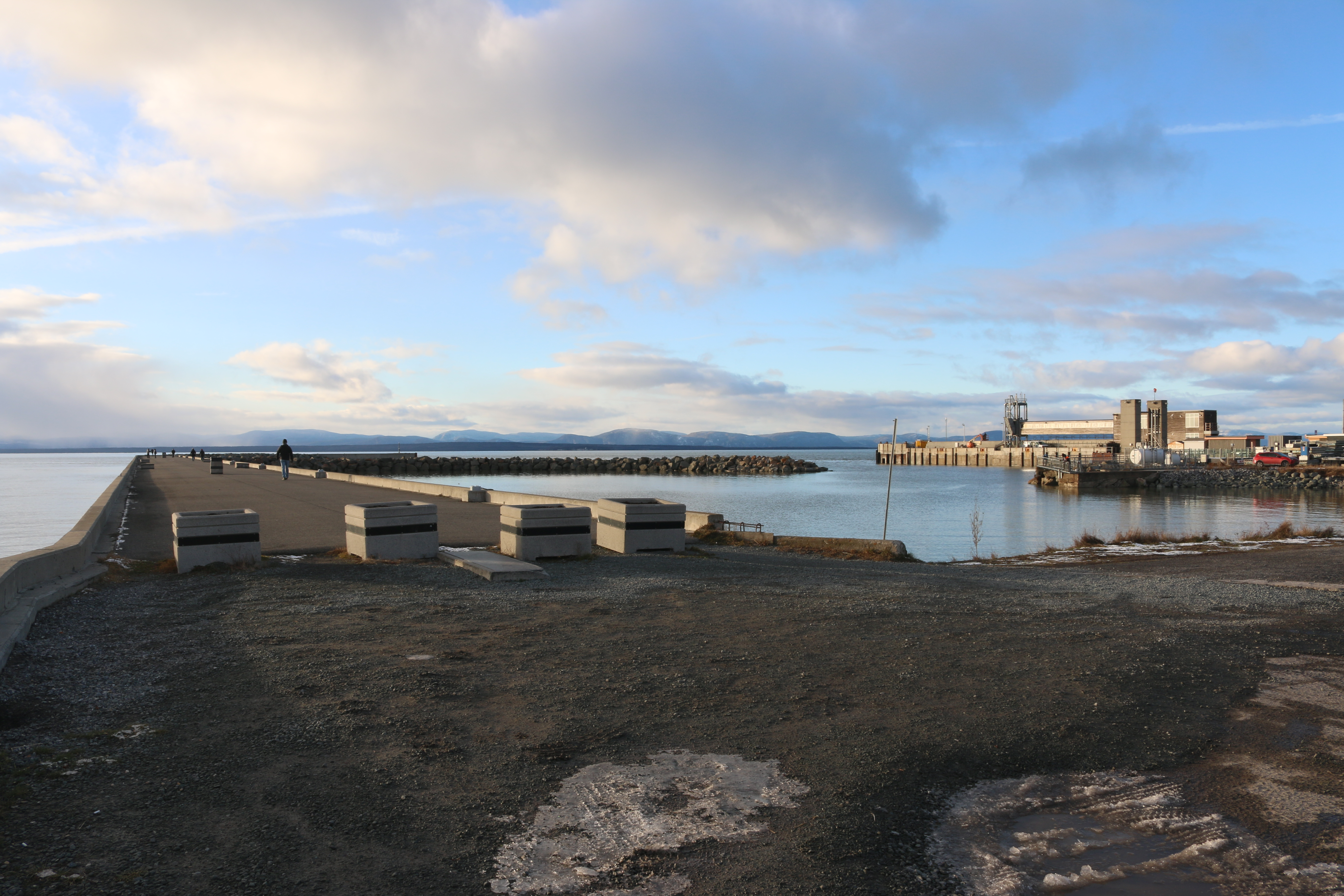
Quai de Rivière-du-Loup
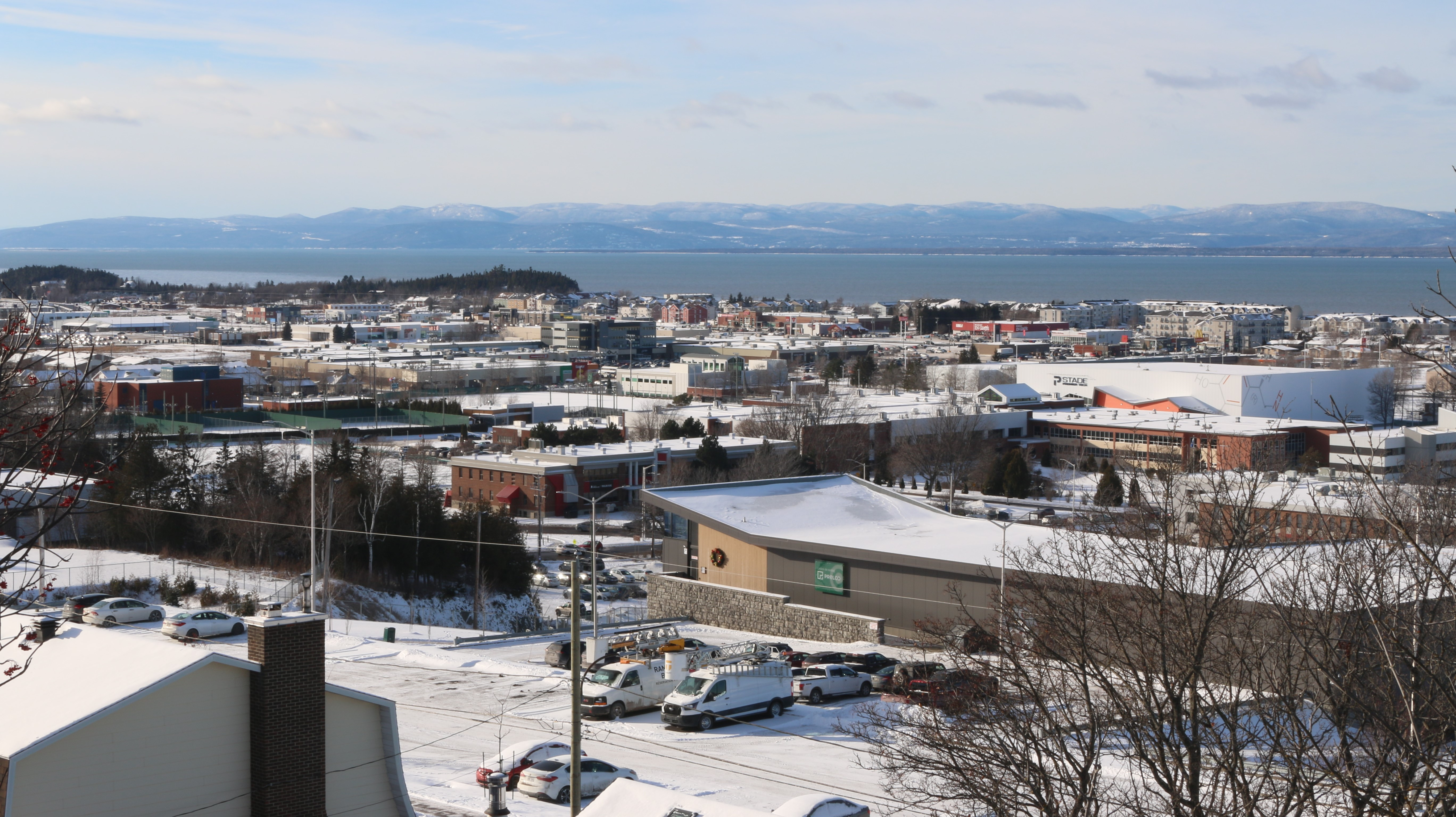
Secteur ouest de Rivière-du-Loup
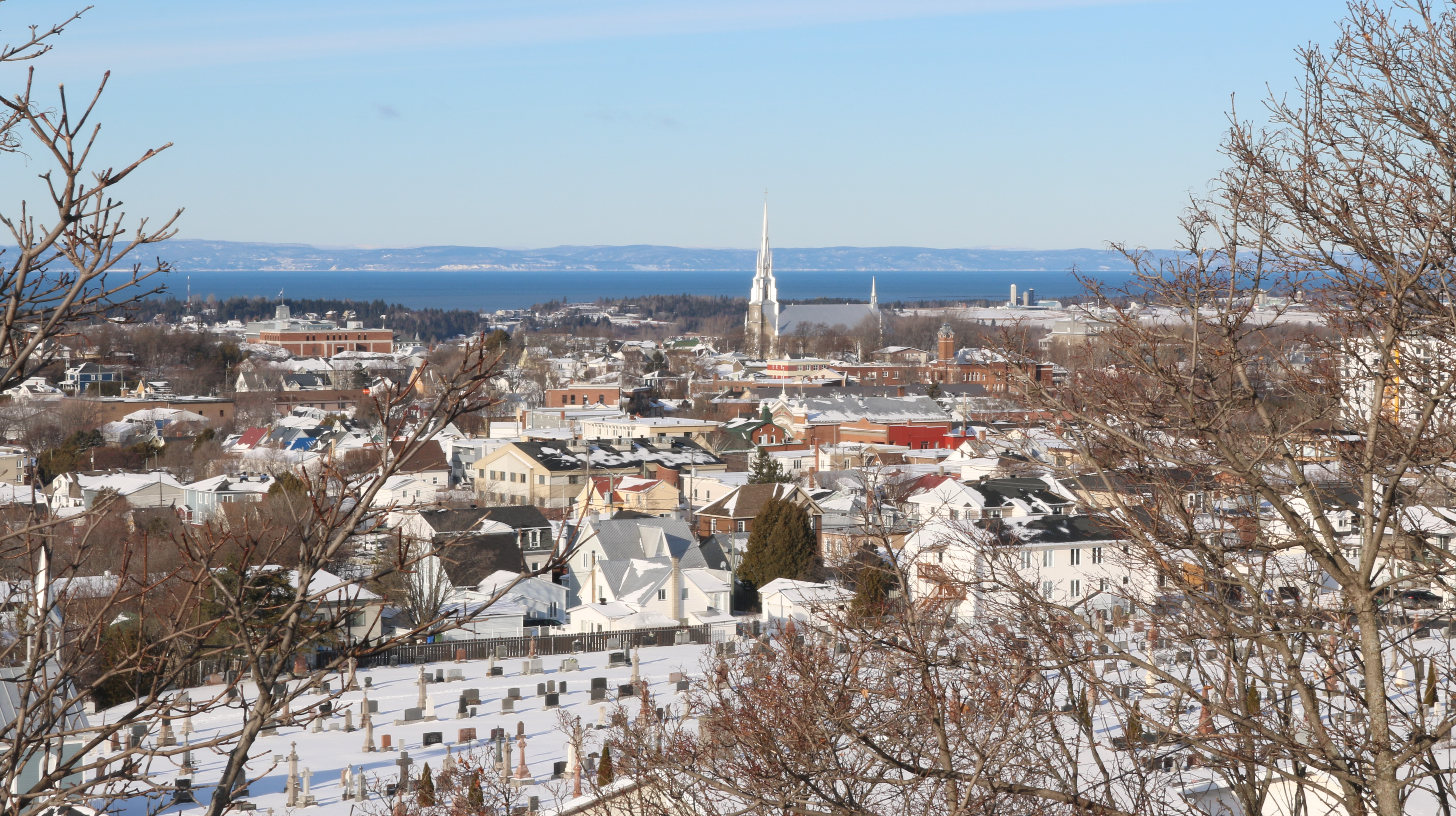
Secteur est de Rivière-du-Loup
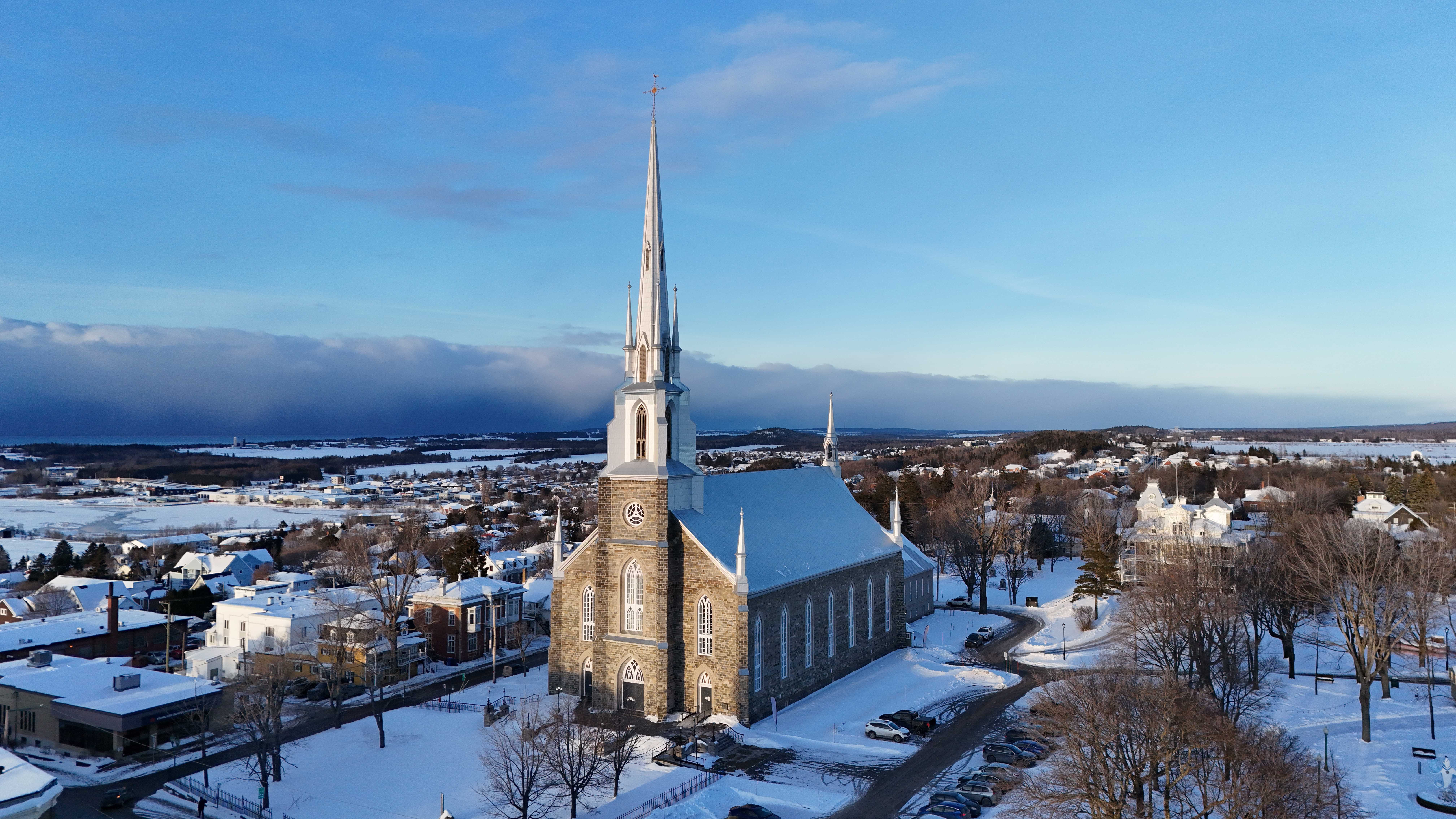
Église Saint-Patrice